# Wetzlarer Dom

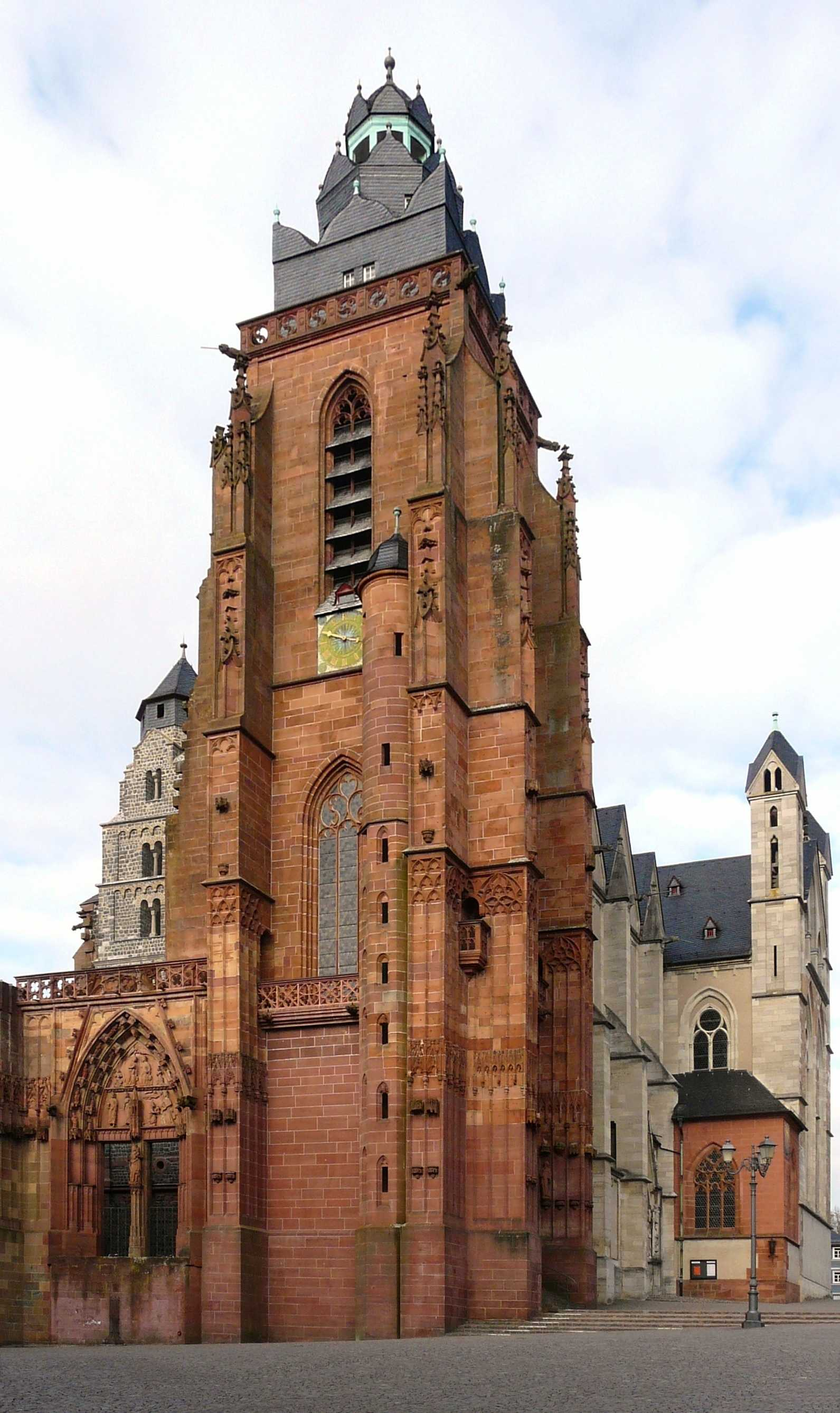
Wetzlarer Dom

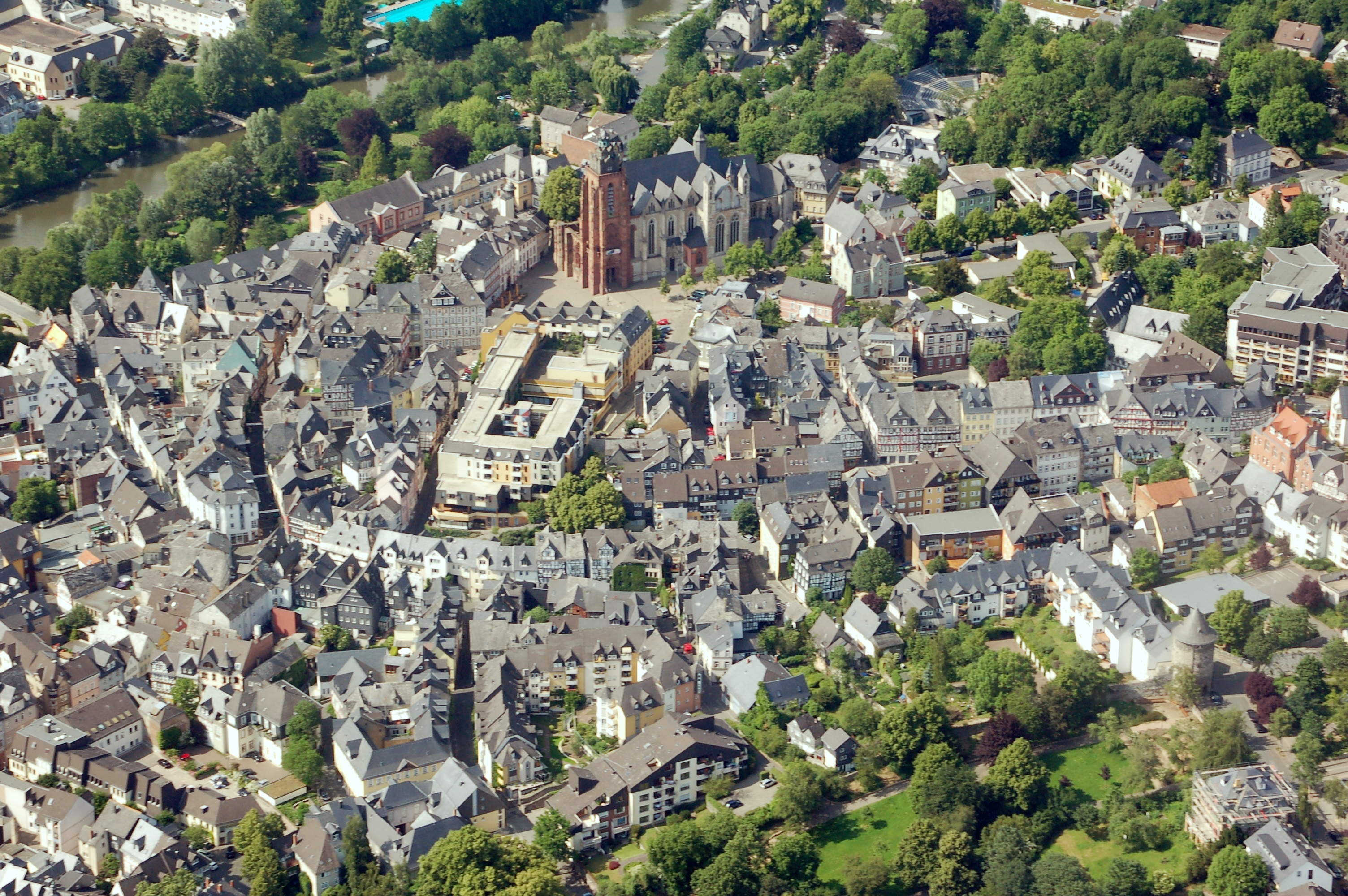
Luftaufnahme des Doms in der Altstadt

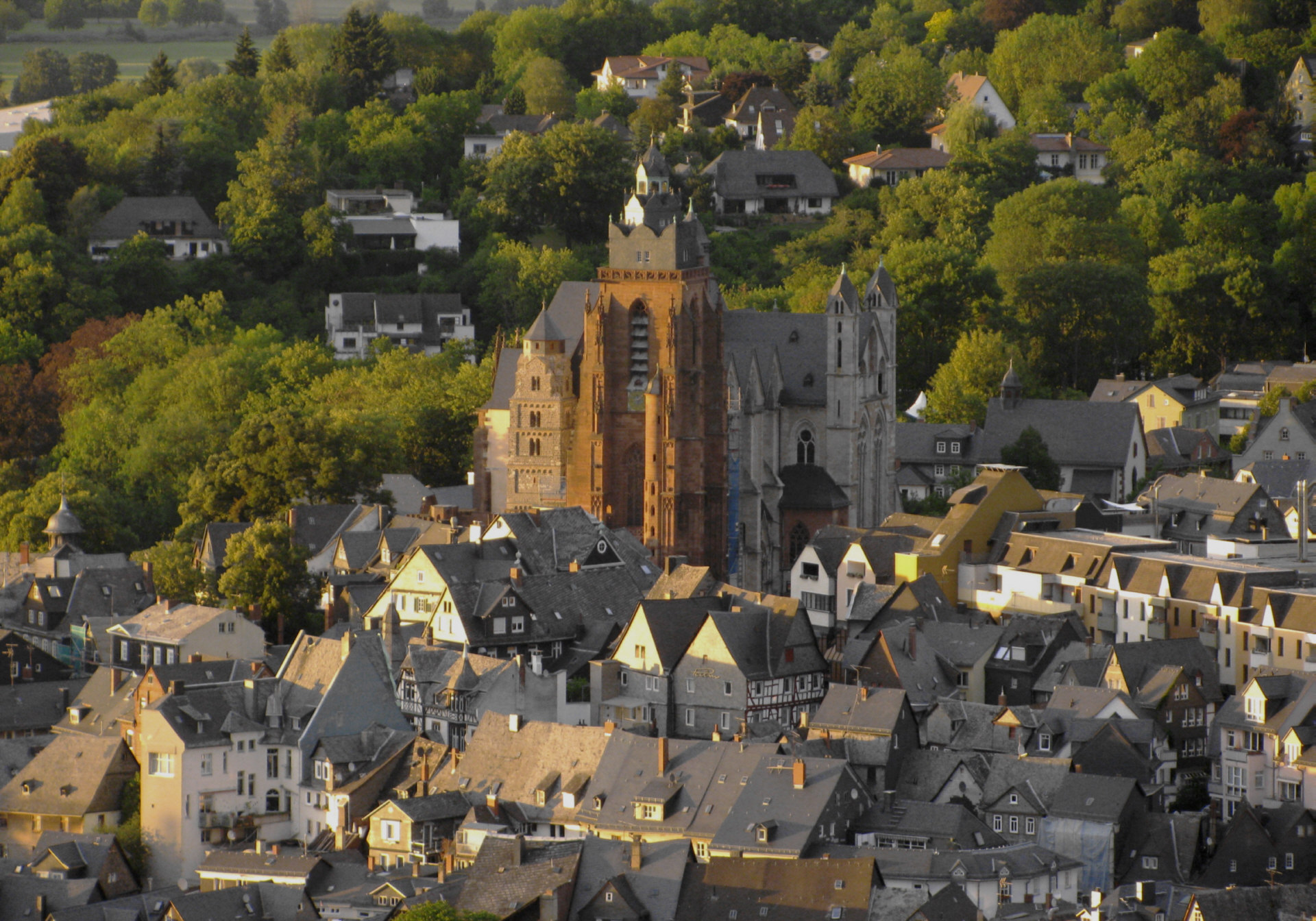
Dom vom Kalsmunt aus

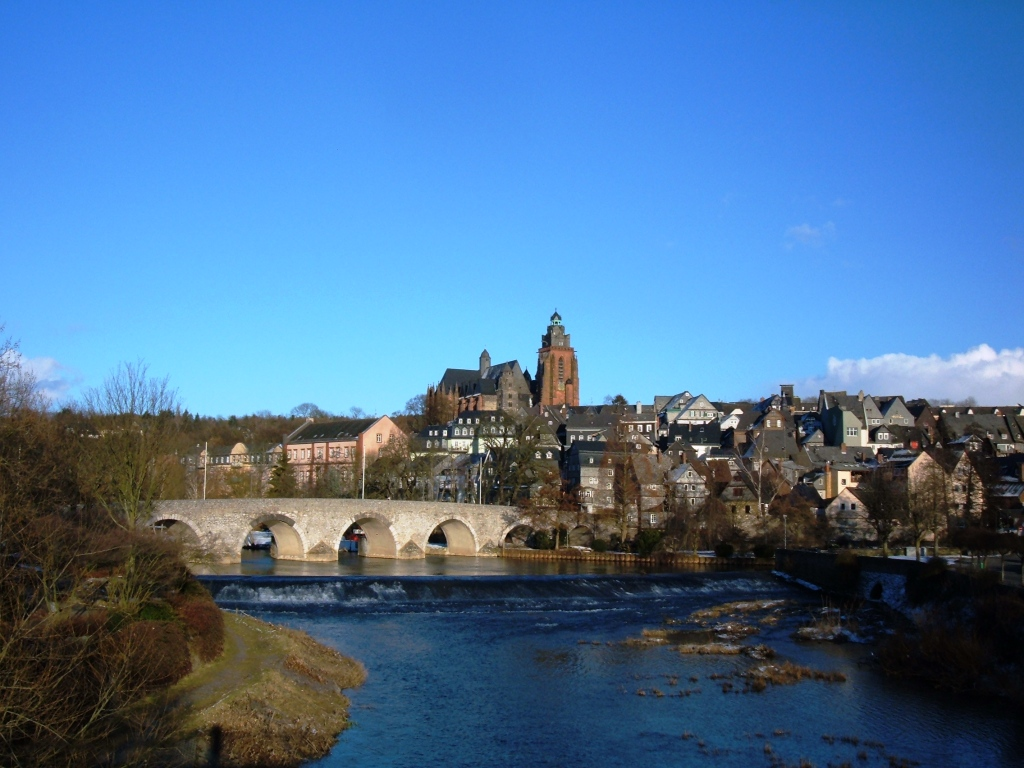
Der Dom inmitten der Altstadt mit der Alten Lahnbrücke im Vordergrund

Der Wetzlarer Dom, auch Dom Unserer Lieben Frau, ist eines der Wahrzeichen von Wetzlar und gleichzeitig größter Sakralbau der Stadt. Die ehemalige Stifts- und heutige Pfarrkirche trägt ein Marienpatrozinium. Sie ist keine Kathedrale im eigentlichen Sinne, da sie nie Sitz eines Bischofs war. Die Bezeichnung Dom setzte sich Ende des 17. Jahrhunderts durch, nachdem der Kurtrierer Erzbischof Karl Kaspar von der Leyen 1671 auch das Amt des Stiftspropstes übernommen hatte. Der Dom zu Wetzlar ist heute die älteste Simultankirche im Bereich der Evangelischen Kirche im Rheinland und gehört zu den ältesten Kirchen in Deutschland, die von Katholiken und Protestanten gemeinsam genutzt werden.
Katholischer Dompfarrer ist Dekan Peter Hofacker und evangelischer Dompfarrer Björn Heymer.
Im 13.–15. Jahrhundert sollte der romanische Kirchenbau des Wetzlarer Doms durch einen gotischen Nachfolgebau ersetzt und erweitert werden, was üblicherweise durch Errichtung eines neuen Baues um den noch nicht entfernten Vorgängerbau erfolgte. Eine Besonderheit des Wetzlarer Domes ist, dass der Bau in dieser Umbauphase unvollendet blieb und die verschiedenen verschachtelten Bauabschnitte zum Teil erhalten blieben.

## Geschichte

### Die erste Kirche und Stiftsgründung
Zu einem unbekannten Zeitpunkt hatten sich Menschen auf der Erhebung südlich der Lahn niedergelassen. Es ist anzunehmen, dass sich dort um das Jahr 800 auch ein befestigter Hof befand. Er wurde entweder durch die Rupertiner oder die Konradiner als fränkische Straßenfeste erbaut. Vermutlich existierte ab der Mitte des 9. Jahrhunderts auch eine Pfarrkirche, da Wetzlar zum Sitz eines Archipresbyterats aufgrund der neuen Trierer Dekanatsverfassung geworden war.
Am 6. Oktober 897 ließ Gebhard, Graf in der Wetterau, und ab 904 Herzog von Lothringen, durch den konradinischen Bischof Rudolf von Würzburg eine Salvatorkirche weihen. Diese Kirche wurde als Basilika, ähnlich der Einhardsbasilika bei Michelstadt, erbaut. Sie besaß einen dreischiffigen Grundriss mit seitlichen Nebenkapellen. Die Kirchenschiffe wurden jeweils mit einer Apsis geschlossen. Des Weiteren war der Kirchbau den frühchristlichen Märtyrern Marcellinus und Petrus geweiht. Dabei ist unklar, ob dieses Patrozinium vor oder erst nach der Weihung als Salvatorkirche bestand.
Zu Beginn des 10. Jahrhunderts erfolgte die Gründung des Marienstifts als Kollegiatstift. Die Stiftsgründung war ein jahrzehntelanger Prozess. Als Stifter wurden 1389 im Nekrolog die konradinischen Herzöge Udo und Hermann genannt. Bei Udo handelte es sich vermutlich um einen direkten Nachfahren von Gebhard, wahrscheinlich seinen Sohn Udo I. von der Wetterau. Hermann III. war der zweite Stifter. Die Kirche wurde mehrfach umgebaut und vergrößert. Vermutlich erfolgte ein erster Umbau um das Jahr 1000. Zur Zeit von Friedrich I. Barbarossa geschah ein zweiter Umbau.

### Die spätromanische Basilika
Um 1170/80 errichtete man eine spätromanische Pfeilerbasilika mit zweitürmigem Westbau. Dabei übernahm man den Grundriss der Vorgängerkirche. Eine neue Mittelapsis mit zwei Nebenapsiden entstand. Die Pfeiler im Langhaus wurden versetzt und den sieben Jochen angepasst. Das Querhaus blieb vermutlich erhalten. Die genaue Ausführung des Querschiffes ist allerdings nicht bekannt. Grabungen ergaben, dass die Westwand des Langhauses knapp zwei Meter vor der neuen Doppelturmfassade stand. Die Doppelturmfassade mit halbrunden Treppentürmen war demnach vom eigentlichen Kirchbau abgerückt. Östlich der Fassade schloss sich eine Eingangshalle an. An der Westwand des Langhauses befand sich eine Empore mit Dreiecksgiebel.

### Dombau vom 13. bis zum 15. Jahrhundert

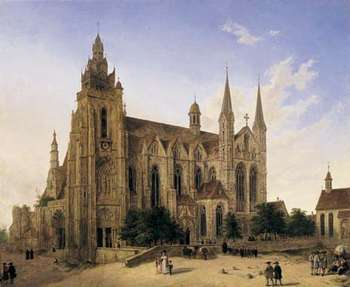
Domenico Quaglio, 1820/22

Baubeginn des heutigen Domes war um 1230. Zunächst wurden die Nebenkapellen abgerissen. Um die alte Chorapsis herum errichtete man einen neuen, höheren Hochchor mit einer nördlich gelegenen Stephanuskapelle und südlich gelegenen Muttergotteskapelle. Im Osten wurde eine Apsis mit 3/6-Schluss angebaut. Eine Nikolauskapelle wurde 1240/1241 vollendet, die sich südlich an die Apsis anschließt. Zwischen 1240 und 1275 errichtete man die Südfassade mit dem Querarm sowie dem Seitenschiff. Um 1250 war das Südportal fertiggestellt. Danach erbaute man den nördlichen Querarm und das nördliche Seitenschiff, das nach 1292 vollendet war. Anfang des 14. Jahrhunderts hatte man die Arbeiten am Langhaus unvollendet abgeschlossen. Entgegen den Planungen wurden nur drei, und nicht vier, Joche gebaut. Der Dachreiter über der Vierung wurde 1334 errichtet. Die dortige Glocke ist mit derselben Jahreszahl versehen. Um 1336 begannen die Bauarbeiten für die neue Westfassade mit zwei hohen Türmen. Der Bau wurde durch zwei Hütten ausgeführt. Die Planung und die wesentlichen Arbeiten sind auf die erste Hütte zurückzuführen. Zunächst wurden die Fundamente sowie das Westportal fertiggestellt. Die zweite Hütte erbaute das südliche Turmportal und den Altan des Südturms. Sie wurde vermutlich durch den Baumeister Tyle von Frankenberg geleitet.
Vermutlich im Zuge der Errichtung der Westfassade wurde im 14. Jahrhundert von der zweiten Dombauhütte ein Lettner errichtet, der den Chor von dem Kirchenschiff trennte. Auf ihm befand sich ein Altar, der dem heiligen Erasmus von Antiochia geweiht war. Er diente dem Zweck, die Evangelien zu verlesen. An der Westseite waren mehrere Skulpturen angebracht. Links stand die heilige Barbara mit Turm und Palmzweig. In der Mitte waren die Heiligen Drei Könige mit Maria. Die vier Figuren waren jeweils zu zweit links und rechts des mittleren Spitzbogens befestigt. An der rechten Seite befand sich die Skulptur der heiligen Katharina von Alexandria. Sie hielt Buch und Schwert in den Händen. Neben Engeln und Propheten gab es acht Skulpturen, die in der Form von Wasserspeiern gestaltet waren. Motive waren Ritter, Edelfrau, Tod, Drache und geflügelte Sphinxe. Später wurde die kleine Bicken-Orgel der katholischen Gemeinde auf den Lettner versetzt.
Der Dekan des Walpurgisstifts Weilburg erneuerte 1433 die Statuten des Wetzlarer Marienstifts im Auftrag des Bistums. Dabei wurde eine größere Disziplin der Kanoniker für den Gottesdienst und ihre Lebensführung festgeschrieben. Zudem ließ Erzbischof Raban von Trier die Pfründen des Stifts reduzieren.
Bis 1485 hatte man den Südturm der Westfassade mit drei Geschossen vollendet. Er erhielt eine mechanische Turmuhr. Um 1490 wurde das Spitzhelmdach aufgesetzt. Immer wieder behinderten zahlreiche Baustillstände den Ausbau, sodass der Südturm erst um 1490 vollendet werden konnte. Dies lag an der finanziellen Not von Wetzlar, die durch Pestjahre, Fehden mit den Solmser Grafen und schließlich den Stadtbankrott hervorgerufen worden war.

### Der Dom als Simultankirche

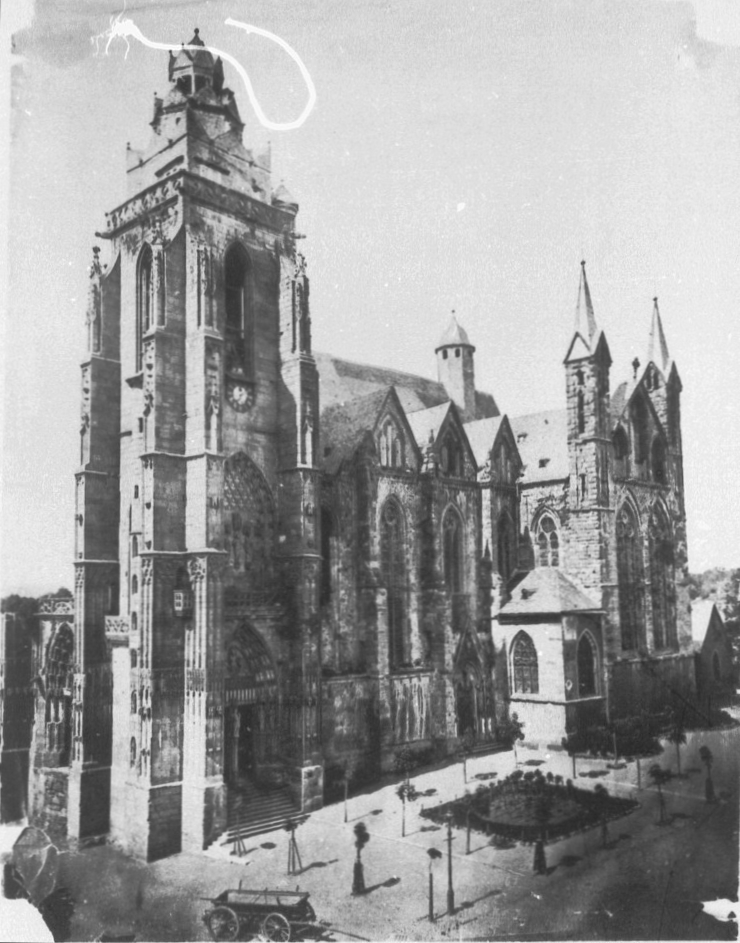
Aufnahme von Südwest, um 1870

Die Reformation erreichte die Stadt bereits 1524. Allerdings war das Marienstift 1522 unter Reichsschutz gestellt worden, weshalb es sehr lange dauerte, ehe sich die Reformation in der Reichsstadt durchsetzte. So kam es erst 1561 zum Streit zwischen der Bürgerschaft und dem Stiftskapitel über das „Hausrecht“ im Dom. In den beiden Jahrzehnten zuvor war das Kapitel von zehn Kanonikern und 14 Vikaren im Jahr 1540 auf nun sieben Kanoniker sowie drei Vikare geschrumpft. Am 8. September 1561 wurde eine vertragliche Regelung für eine gemeinsame Nutzung der Kirche durch die katholischen Stiftsherren und die lutherischen Bürger festgelegt. In den Folgejahren kam es dennoch immer wieder zu Auseinandersetzungen. So verboten die Stiftsherren bereits kurze Zeit später Lutheranern das Betreten der Kirche. Im Gegenzug besetzte die evangelische Gemeinde 1567 das Kirchenschiff. Ab 1571 wurde zunächst keine Messe mehr von den Stiftsherren im Chor der Marienkirche gefeiert. Der Chor der Kirche blieb dennoch als katholische Institution erhalten, da der Trierer Erzbischof eingriff. Im ausgehenden 16. Jahrhundert kam es schließlich zu einer Einigung über die Nutzungsrechte der neuen evangelischen Gemeinde, weil der Großteil der Wetzlarer Bürger nun evangelischer Konfession war und eine katholische Gemeinde nicht mehr existierte.
Ein Blitzeinschlag verursachte 1561 einen Brand im Südturm, dem der hölzerne Turmhelm, die Turmuhr sowie die Türmerwohnung zum Opfer fielen. Der Turmhelm wurde durch eine barocke, kupfergedeckte Turmhaube ersetzt. Die Reparaturkosten von Uhr und Wohnung übernahm der Magistrat alleine. Demzufolge war der Türmer stets von der Bürgerschaft beauftragt. Mit dem Bau des Nordturms wurde zwar begonnen, dieser wurde jedoch niemals fertiggestellt. Um 1667 entstand wieder eine katholische Gemeinde, die rund 50 Mitglieder umfasste.
Der Erzbischof von Trier übernahm 1671 das Amt des Stiftspropstes. Seitdem wurde die Marienkirche immer häufiger als „Dom“ bezeichnet. Nachdem das Reichskammergericht im Jahre 1689 aus Speyer nach Wetzlar gezogen war, setzte sich diese Bezeichnung durch. Gleichzeitig stieg die Zahl der Katholiken in Wetzlar.
Mit der Säkularisation des Stifts im Jahre 1803 ging das Propstgut an den Reichserzkanzler Karl Theodor von Dalberg und den Magistrat. Einem katholischen Kirchen- und Schulfonds Dalbergs kam um 1812 das Stiftsgut zu. Die evangelische Domgemeinde ließ 1837 das Interieur renovieren. Dabei entfernte man die 21 Nebenaltäre und das Sakramentshaus. Zwölf Jahre später, im Jahre 1849, folgte die Gewölberestaurierung.

### Das 20. Jahrhundert

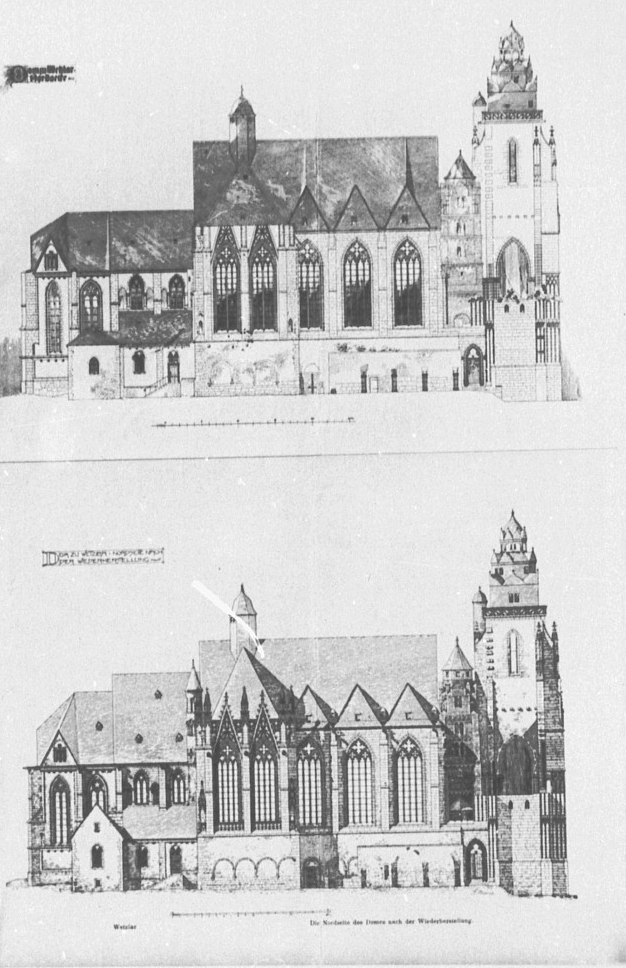
Aufriss der Nordseite vor und nach der Renovierung 1904/1905

Nachdem bereits im 19. Jahrhundert mehrfach das Mauerwerk ausgebessert worden war, befand sich der Dom zu Beginn des 20. Jahrhunderts dennoch in schlechtem Zustand. Grund dafür waren vor allem die Schadstoffe aus Emissionen der eisenverarbeitenden Industrie. So griffen insbesondere die zersetzenden Säuren von Kohlenstoffdioxid und Schwefeldioxid den Sandstein an. Die Baubehörden der Rheinprovinz befürworteten deshalb eine Gesamtrenovierung. Im Oktober 1901 entstand auf diese Weise der „Wetzlarer Dombauverein“, der sich den Erhalt des Doms zur Aufgabe machte und die notwendigen Geldmittel zu sammeln versuchte. Großzügige Spenden und sogar eine „Domlotterie“, die im Jahr 1902 landesweit ausgespielt wurde, sorgten dafür, dass bereits 1903 die Restaurierung beginnen konnte. Sie wurde vom Kreisbauinspektor Ernst Stiehl geleitet. Er hatte geplant, neben der Renovierung auch die gotische Westfassade zu vollenden. Stiehls Plänen zufolge hätten die Türme eine Gestalt ähnlich denen des Freiburger Münsters erhalten. Dies wurde aber nicht umgesetzt. Die Renovierung konnte 1910 abgeschlossen werden.
Im Jahr 1920 fand im Dom ein Einbruch statt, bei dem sechs große Silberleuchter, silberne Leuchter vom Tabernakel sowie eine aus Elfenbein bestehende Christusfigur vom Kruzifix entwendet wurden, einige Teile konnten wiedergefunden werden. Ob die Einbrecher gefasst wurden, ist nicht überliefert.
Im Zweiten Weltkrieg wurde das Gebäude stark beschädigt. Am 8. und 9. März 1945 zerstörten Fliegerbomben den Chor, den Hochaltar, den Lettner sowie beide Orgeln und die bunten Glasfenster im Dom. Nach Kriegsende konnte man das Bauwerk wiederherstellen, diese Arbeiten dauerten bis 1955. Dennoch gingen der Lettner mit der dortigen Orgel der katholischen Gemeinde sowie der Hochaltar endgültig verloren. Allerdings sind die Figuren des Lettners erhalten und werden in den Städtischen Sammlungen Wetzlar aufbewahrt. Auch die Kanzel wurde durch den Bombeneinschlag beschädigt und konnte erst 1984 vollständig rekonstruiert werden.
1978 wurden die Rechte der beiden Domgemeinden abschließend geklärt. Beim Grundbuchamt erfolgte eine Eintragung, dass sie „gemeinsam und zu gleichen Teilen“ Eigentümer des Wetzlarer Doms sind. Der Kircheninnenraum wurde erneut zwischen 1981 und 1989 saniert und das Dach im Jahre 1990 erneuert. Die Kosten für die Dacharbeiten lagen bei 1,5 Millionen Deutsche Mark und wurden von der Dombauverwaltung, dem Wetzlarer Dombau-Verein und dem Landesamt für Denkmalpflege Hessen übernommen.

## Architektur und Baubeschreibung

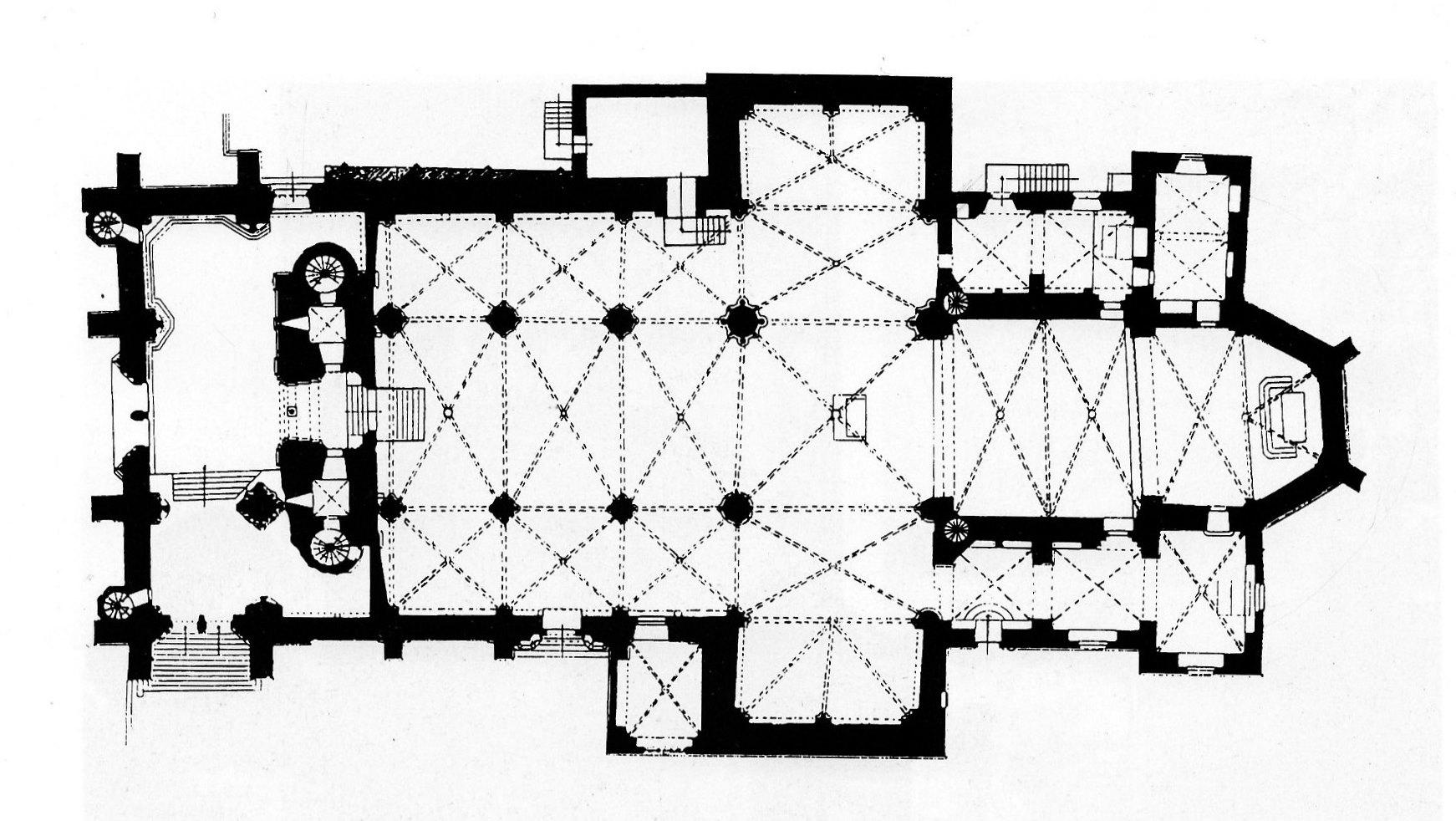
Grundriss der heutigen Kirche

Im Wesentlichen wurde der Wetzlarer Dom in drei Hauptbauphasen errichtet. Die erste markiert der stehen gebliebene Teil der romanischen Westfassade mit einem von ursprünglich zwei Türmen mit byzantinisch anmutendem Helm in der Art romanischer Turmhelme in Rheinhessen; den zweiten Bauabschnitt markiert die Hallenkirche des 13. Jahrhunderts und den dritten die unvollendete spätgotische Westfassade des 14./15. Jahrhunderts. Es ist eine dreischiffige, rippengewölbte Hallenkirche mit einer Doppelturmfassade. Der dreigeschossige, aus rotem Sandstein bestehende Turm an der Südwestecke des Langhauses ist beherrschend. Im Inneren übernehmen die mächtigen, geschmückten Pfeiler eine dominante Rolle. Aber wegen seiner über die Jahrhunderte dauernden Bauzeit und seiner nie vollendeten Westfassade ist der Wetzlarer Dom sowohl ein in seiner Art einzigartiges Abbild der Entwicklung der Baukultur vom 12. bis zum 16. Jahrhundert, als auch der wechselhaften ökonomischen Geschichte einer Reichsstadt während dieser Zeit.
Die jeweiligen Bauhütten wurden durch Bautechnik und Gestaltungsweisen des Frankfurter Kaiserdoms St. Bartholomäus und der Kölner Dombauhütte beeinflusst. Sie orientierten sich aber vor allem an der Trierer Liebfrauenkirche und dem Paderborner Dom sowie den nahegelegenen Kirchbauten, dem Limburger Dom und der Elisabethkirche Marburg.

### Chor

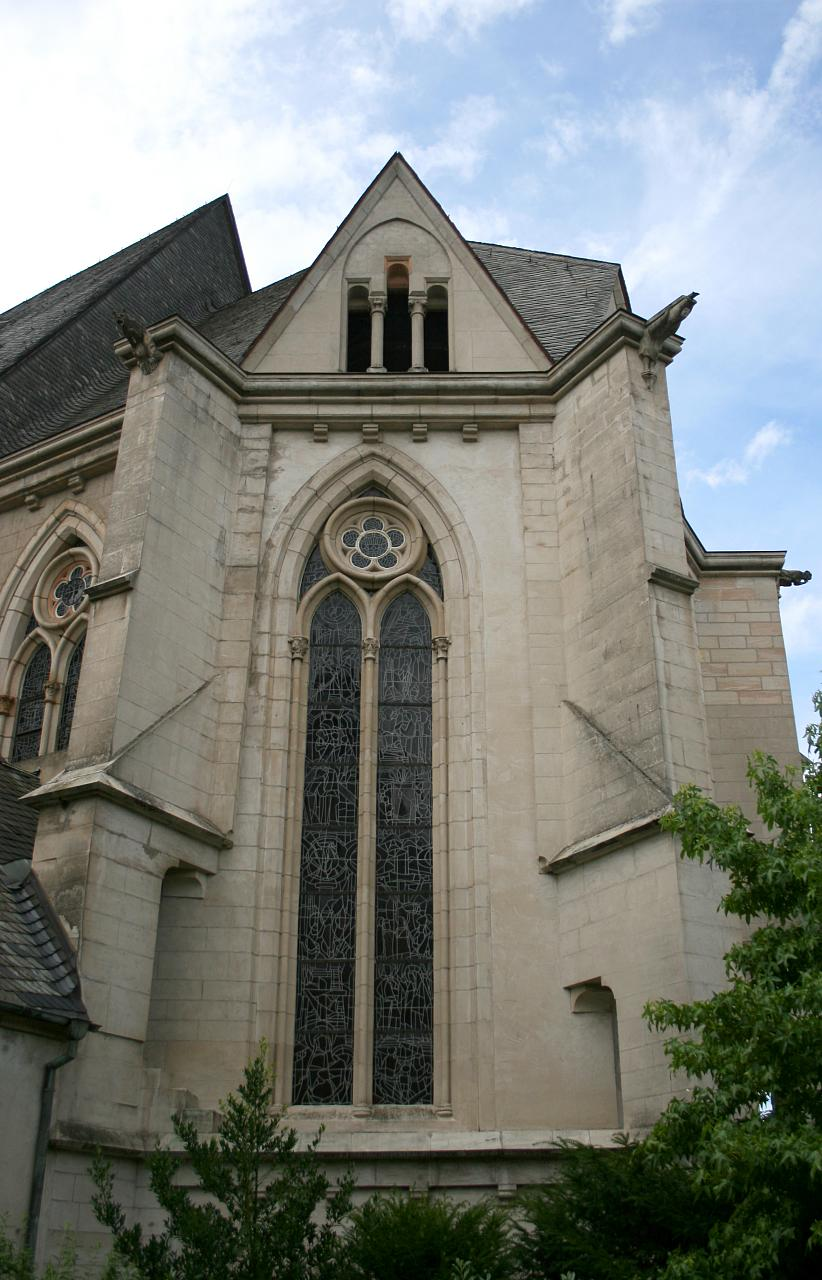
Chor

Der spätromanische Chor war der erste Bauabschnitt des Neubaus von 1230. An der Außenseite wurden die Chorfenster mit jeweils zwei Spitzbögen und Fünfpass gebaut. Das Vorbild der Bauhütte war vermutlich die Liebfrauenkirche zu Trier, bei der die Ornamentik allerdings als Sechspass ausgeführt ist. In das Faltdach der Apsis wurden drei arkadenförmige Giebel eingesetzt. Der Sockel wird von einem Konsolenfries umlaufen. Den Chor flankieren an der Westseite zwei Rundtürmchen mit Wendeltreppe, die über das Dach hinausragen. Im Inneren besteht der Vorchor aus zwei schmalen Jochen. Die Apsis wurde als einzelnes Joch mit 3/6-Polygon errichtet. Die Chorfenster waren im frühgotischen Stil gehalten. In den Jahren 1588 und 1592 wurden größere Arbeiten an den Fenstern vorgenommen. Zumindest seit dieser Zeit stellten sie großformatig Heilige dar, bis sie im Zuge der Renovierung von 1903 durch kleinformatige Fenster mit neugotischen Darstellungen ersetzt wurden. Nach der Zerstörung von Chor und somit auch dessen Fenstern im Zweiten Weltkrieg sollten farbig gestaltete Chorfenster eingesetzt werden. Der Künstler Ludwig Baur aus Telgte entwarf im expressionistischen Stil drei neue Chorfenster in den Jahren 1958/1959 sowie ein großes und ein kleines Ornamentfenster im Jahre 1962. Sie wurden durch die Firma Hein Derix gesetzt. Die Chorfenster zeigen Motive mit Ereignissen aus dem freudenreichen, schmerzhaften und glorreichen Rosenkranz.
Aufgrund des großen Kapitels in der ersten Hälfte des 13. Jahrhunderts bot das Chorgestühl für circa 75 bis 80 Stiftsherren Platz. Das Chorquadrat beherbergte einen großen Marien-Hochaltar sowie das Hochgrab der Stifter. Hier befanden sich vermutlich nur jeweils Bestandteile der Gebeine. Zunächst waren Chor und Langhaus durch eine Chorschranke getrennt. Um 1350 wurde sie durch einen Lettner ersetzt. 1706 verlagerte man das Grab in den Boden des Chors, da die Stiftsherren ausreichend Platz für ihren Gottesdienst benötigten.

### Querschiff und Langhaus
Der Bau des 13. Jahrhunderts verbindet Elemente der rheinischen Spätromanik mit hochgotischer Architektur. Auch im Inneren von Langhaus und Querschiff finden sich teils romanische, teils gotische Bauformen. Vermutlich wurde nach einem romanischen Plan begonnen, der in gotischen Formen weitergeführt wurde, ohne das bereits Gebaute zurückzunehmen. Die Gewölbe, Pfeiler und Maßwerkfenster sind auf den Einfluss der Marburger Elisabethkirche zurückzuführen, die bestimmend war für die Entwicklung gotischer Hallenkirchen in Hessen. Das Maßwerk ist allerdings bereits weiter entwickelt.
Das Südquerhaus wurde mit zwei hohen Fenstern an der Südseite erbaut. Sie besitzen drei Spitzbögen und jeweils drei Dreipasse. Darüber wurde ein Giebel mit drei spitzbögigen Arkaden sowie einem Laufgang errichtet. Die Südfront wurde von zwei Ecktürmchen mit Rhombendach abgeschlossen, deren Ausführung sich am Limburger Dom orientiert. Die schmale Westseite des Südquerarms zeigt ein kleines Fenster mit zwei Spitzbögen und Rundpass. Darunter befindet sich die angebaute Johanniskapelle. Die Ostseite des Südquerhauses wurde mit zwei hohen Fenstern errichtet. Die Fenster zeigen je zwei Spitzbögen und einen Rundpass. Das innere Fenster wurde zugemauert. Auf der Innenseite verläuft oberhalb der Sockelzone ein Fensterrundgang. Die Streben sind jeweils durchbrochen.

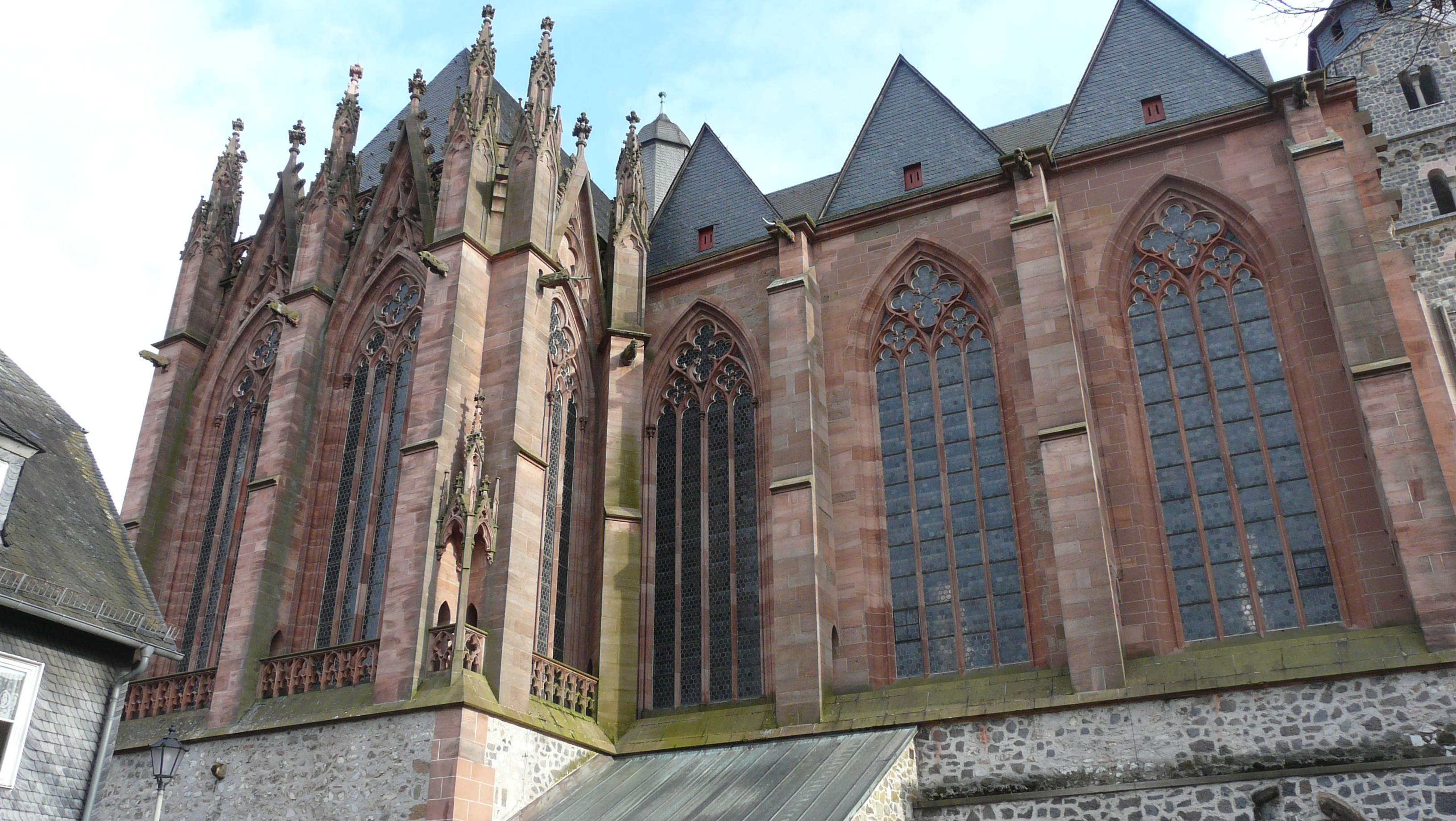
Nordquerhaus (links) und nördliches Seitenschiff (rechts)

Das Nordquerhaus unterscheidet sich stark vom Südquerarm. Das Strebensystem ist nicht nach innen verlegt und die Strebepfeiler enden mit Fialen. Oberhalb der Sockelzone umläuft ein Fensterrundgang mit Dreipassverzierung an der Brüstung den Querarm. Die Ecken sind mit Tabernakeln flankiert. Die Brüstung weist hier ein geändertes Maßwerk, einen Vierpass, auf. Die vier identischen Fenster am Nordquerhaus bestehen aus jeweils vier spitzbögigen Lanzettfenstern, zwei kleinen Vierpassen und einem großen Vierpass mit Dreiviertelkreisbögen. Die Fenster sind zudem von Wimpergen bekrönt, die auf dem Querhausdach eine Maßwerkbrüstung überlagern. Das Innere weist mit einem vierteiligen Rippengewölbe und dem eingerückten Schlussstein Ähnlichkeiten einer Apsis auf.
Das Langhaus besitzt drei vollendete Joche, das vierte Joch ist im Ansatz an der Südseite vorhanden. Am nördlichen Seitenschiff wird die Gestaltung der Fenster vom Nordquerhaus vereinfacht fortgesetzt. Die Wimperge entfallen und sind durch verschieferte Zwerchgiebel ersetzt. Das südliche Seitenschiff verfügt über verjüngte Strebepfeiler mit pyramidenähnlichen Fialen. Die Fenster bestehen aus zwei spitzbögigen Lanzettfenstern. Dabei hat das mittlere der drei fertiggestellten Fenster einen Fünfpass als Maßwerk. Die beiden äußeren Maßwerke sind als Rundpass gestaltet. Im Inneren orientierte sich die Bauhütte bei Kapitellen und Wandvorlagen im südlichen Bereich am Paderborner Dom. Bei den Arbeiten ab etwa 1260 werden diese Elemente vor allem durch die Marburger Elisabethkirche beeinflusst. Schließlich fließt bei den Ausführungen von Kapitellen und Fenstermaßwerk im nördlichen Seitenschiff die Kölner Dombauhütte stilistisch ein. Das Gewölbe im Langhaus wird von Rundpfeilern mit einem vierteiligen, schlanken Dienstbündel gestützt. Dabei sind die Pfeiler des nördlichen Seitenschiffs stärker.

### Stephanuskapelle und Sakristeien

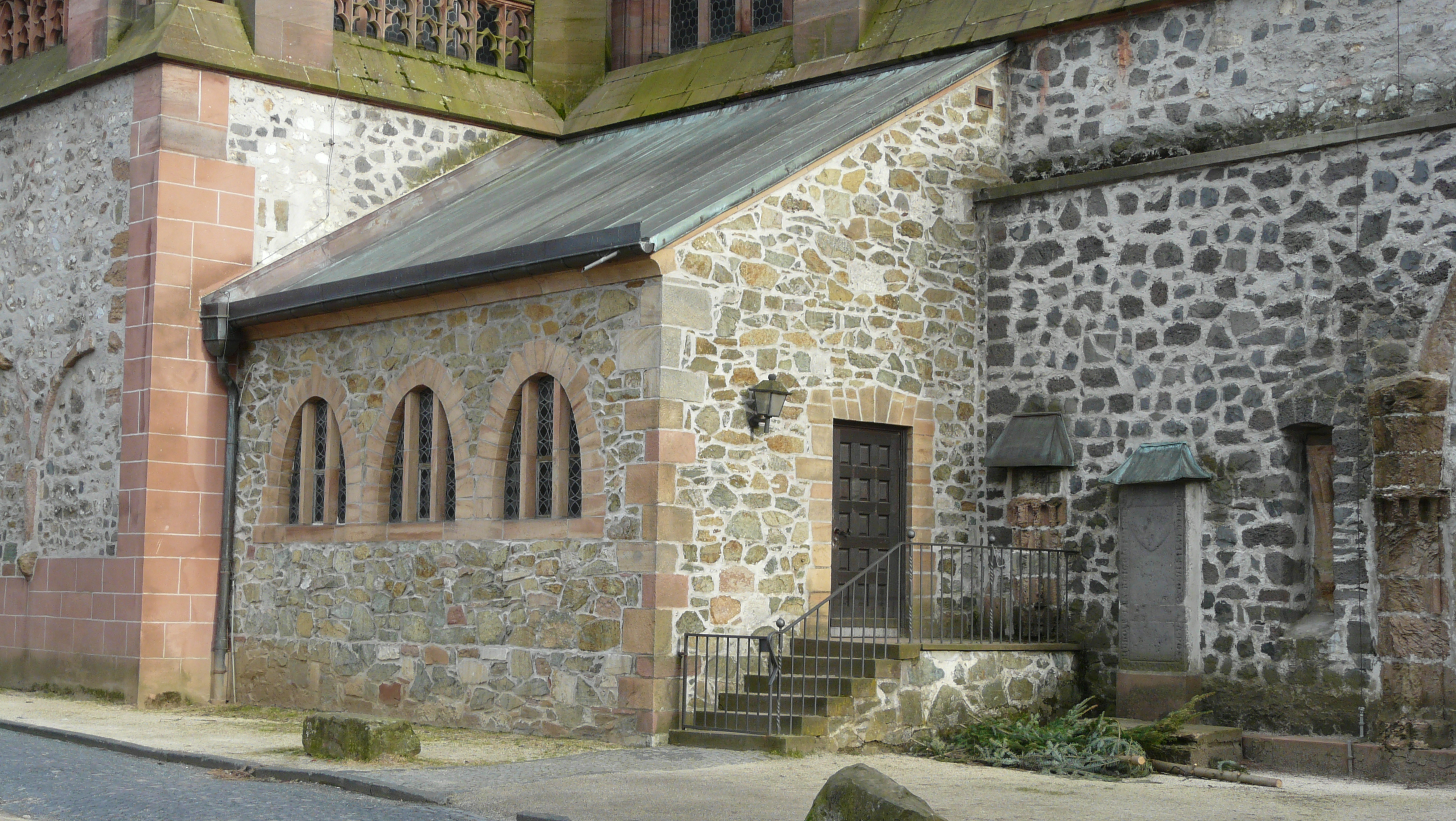
Evangelische Sakristei

Die Kapelle des heiligen Stephanus befindet sich an der nördlichen Seite des Chores. Zunächst stand die Nebenkapelle unter dem Patronat des heiligen Petrus. Der Künstler Ludwig Baur formte 1942 ein Mosaik, das Maria mit Kind porträtiert und sich mindestens seit 1965 in der Stephanuskapelle befindet. 1983 erfolgte eine Renovierung der Kapelle. Sie dient heute der Beichte. Östlich schließt sich die katholische Sakristei an. Das Kapitel nutzte den Raum als Bücherei und Archiv. Erst 1954 wurde die evangelische Sakristei an das nördliche Seitenschiff angebaut. Dort befand sich zuvor die 1482 erwähnte „Schultür“ der Scholaren, die vermutlich direkt zur Stiftsschule führte.

### Nikolauskapelle
Die südlich des Chors gelegene Nikolauskapelle entstand in ihrer heutigen Form erst durch Zusammenführung mit der Muttergotteskapelle. Diese wurde vor 1230 erbaut und bildet somit den älteren Bereich der Kapelle. Die Räumlichkeit diente zunächst als Sakristei des Stiftkapitels. Die Stiftsherren hielten hier auch zeitweise ihre Sitzungen ab.
An der Ostwand der Nikolauskapelle befanden sich seit 1907/1908 drei Fenster von Friedrich Stummel. Im mittleren Fenster wurde Maria dargestellt. Das linke Fenster zeigte Johannes und rechts befand sich Josef. Die Fenster ersetzte 1953 der Marburger Künstler Erhardt Klonk. An der Ostwand ist heute der heilige Nikolaus von Myra in violettem Gewand auf dem mittleren der drei Lanzettfenster zu sehen. Auf seiner rechten Seite befinden sich drei Knaben. Ihre Darstellung beruht auf der Legende der „Auferweckung der getöteten Scholaren“. Links ist mit drei Frauen, die jeweils eine goldene Kugel in Händen halten, die Legende der „Ausstattung der drei Jungfrauen“ abgebildet. Neben dem heiligen Nikolaus sind in der Mitte auch drei Seeleute dargestellt, die zu ihm hinaufschauen. Klonk wählte dieses Motiv, da Nikolaus von Myra auch Schutzpatron der Seemänner ist. Der heilige Nikolaus hält in seiner linken Hand einen Anker sowie einen Bischofsstab. Außerdem trägt er eine Bischofsmütze, die von einem Heiligenschein umgeben ist.
Das dreigeteilte Ornamentfenster an der Südwand der Nikolauskapelle stammt ebenfalls von Erhardt Klonk und ist in den Farben Blau, Weiß und Rot gehalten. Es zeigt in der Mitte die Buchstaben Α und Ω sowie darüber ein Kreuz. Die Fenster links und rechts zeigen gleichermaßen ein weißrotes Kreuz mit zwei roten Fischen darüber.
Auf dem Altar im Bereich der ehemaligen Muttergotteskapelle befindet sich ein Bronzekreuz. Es ist 162 cm groß und wurde von Hans Mettel hergestellt. Es zeigt eine blockhafte Christusfigur mit einfacher Königskrone. Des Weiteren steht in der Kapelle ein romanisches Taufbecken aus Tuffbasalt.

### Die gotische Westfassade

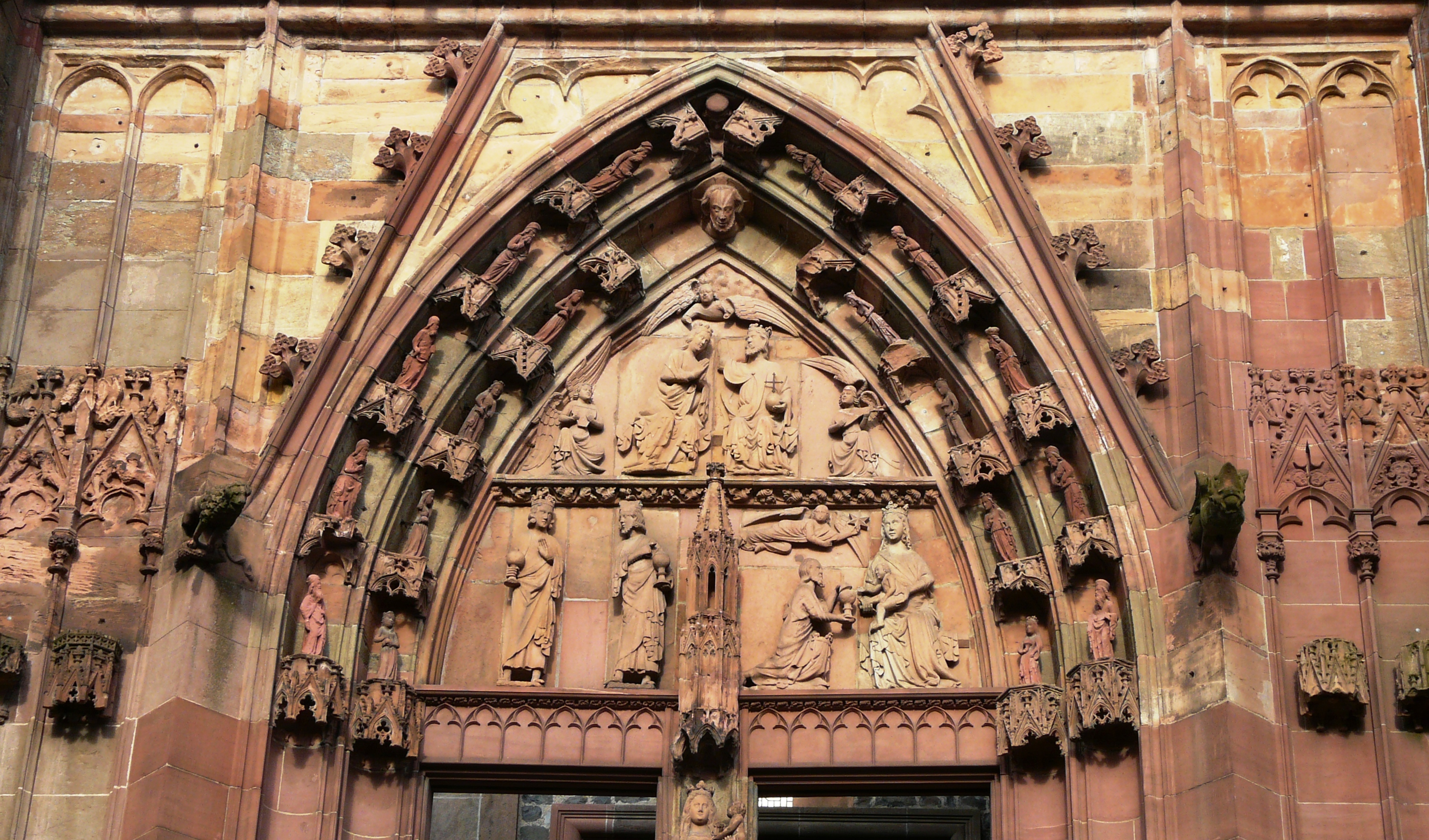
Tympanon des Westportals

Die gotische Westfassade wurde nicht vollendet. Das Provisorium besitzt eine Breite von ca. 22,5 Metern und einen hohen Sockel aufgrund des abfallenden Platzes. Die Westfassade ist durch die Verwendung von Rotsandstein auch farblich vom Langhaus abgesetzt. Zudem wurde grüner Schalstein verwendet, insbesondere beim Bau des gesamten Untergeschosses. Die rechtwinkligen Strebepfeiler sind am Südturm stark ausgeführt und in vier Geschosse eingeteilt. Vom neuen Nordturm wurde nur das Untergeschoss ausgeführt. Dabei fehlen Deckenplatte und Geschossgesims. Im Inneren des neuen Nordturms war auch eine Kapelle geplant. Vermutlich sollte sie dem Evangelisten Johannes geweiht und als Taufkapelle genutzt werden. Dass der zweite Turm unvollendet liegenblieb und die Fassade somit asymmetrisch wurde, störte das ästhetische Empfinden des Mittelalters nicht.
Das Westportal ist ein Stufenportal mit Mittelpfeiler und Wimperg. Der Wimperg führt in das Maßwerk hinein, schließt jedoch nicht ab. Die Wimpergspitze wurde nicht vollendet. Am Mittelpfeiler steht Maria mit dem nackten Jesuskind auf ihrem linken Arm. Sie wird von einem Tabernakel bekrönt. Das Tympanon ist in zwei Register unterteilt, die horizontal verlaufen. Die Anbetung des Jesuskindes durch die Heiligen Drei Könige zeigt das untere Relief, das durch den Tabernakel der Trumeaumadonna geteilt ist. Das obere Relief stellt die Krönung Mariens durch Gottvater dar. In der inneren Bogenstufe stehen unter Baldachinen rechts vier Figuren von den klugen, links vier von den törichten Jungfrauen. Der Bogenlauf ist allerdings für je fünf Plastiken ausgelegt. Die oberen beiden Plätze sind nicht besetzt. Die beiden Gruppen treffen sich oben bei dem mit einem Kreuznimbus versehenen Christuskopf. Der äußere Bogenlauf zeigt zehn Propheten. Das Tympanon des Westportals ist unter mittelrheinischen Einflüssen in einer hessischen Werkstatt entstanden.

### Turmportal

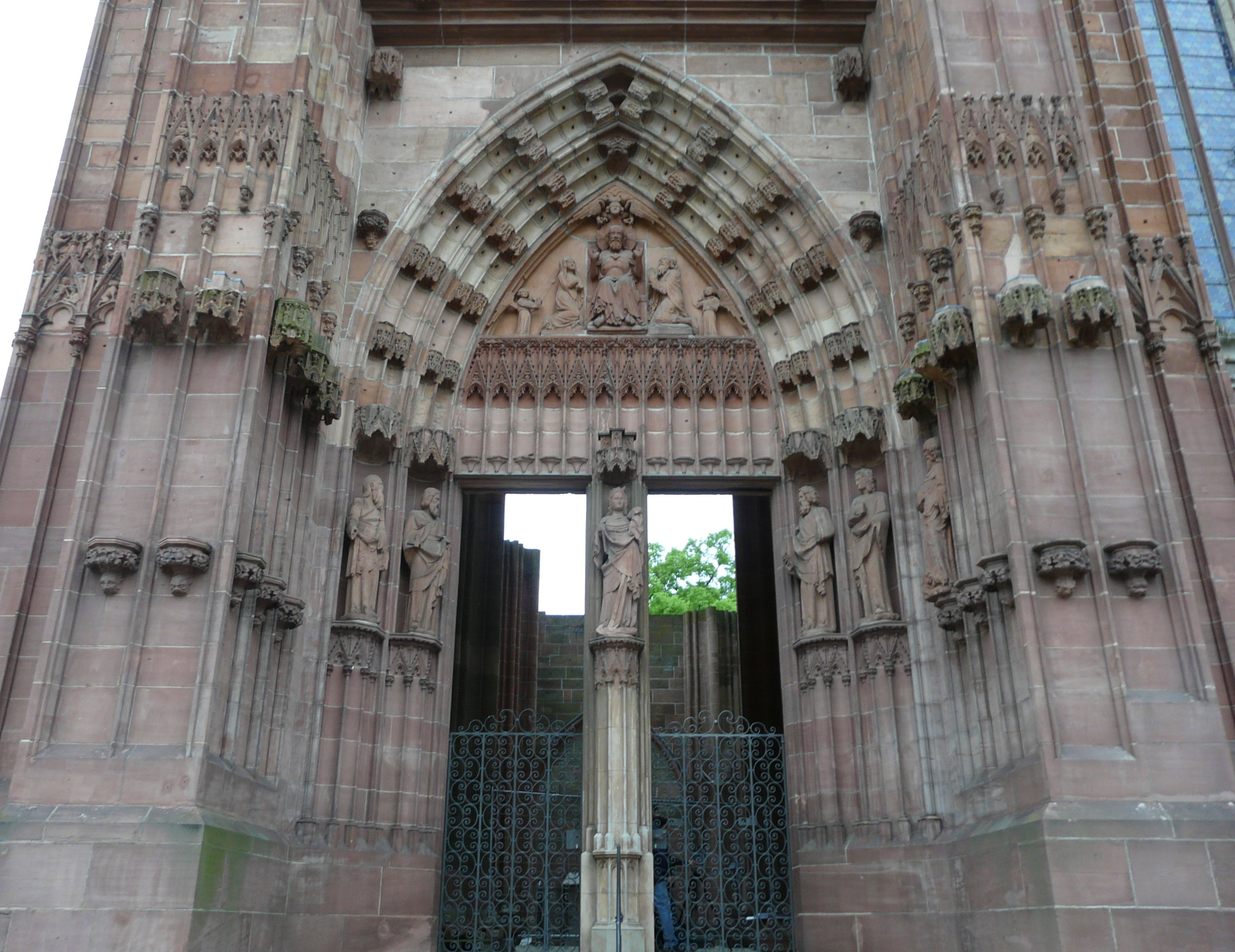
Turmportal

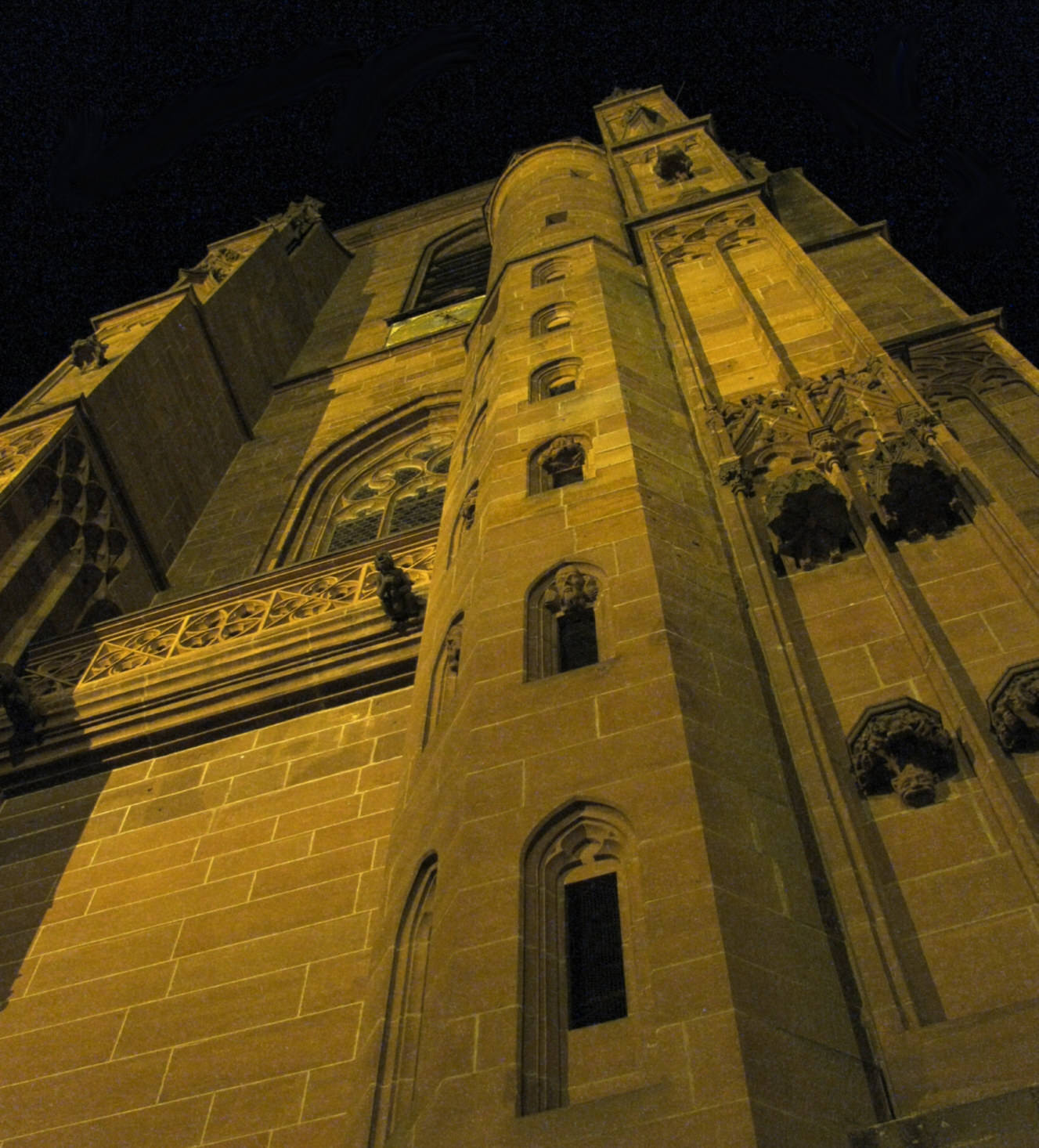
Fassade oberhalb des Turmportals

Das nach Süden gerichtete Turmportal zeigt sechs Skulpturen, die auf verzierten Säulen stehen und jeweils einen Tabernakel über ihren Köpfen haben. Am Trumeau des Turmportals befindet sich eine Madonna. Von der linken Seite blicken die Apostel Paulus und Andreas zu ihr hinüber. Auf der rechten Portalseite sind die Apostel Petrus und Johannes zu ihr gewandt. Neben Johannes steht Jakobus der Ältere mit der Pilgermuschel als Attribut. Diese Figur passt nicht in den symmetrischen Aufbau des Portals und wird wohl nicht zum ursprünglichen Programm gehört haben. Zu Füßen des Jakobus wurde ein kniender Mann neben seinem Pferd dargestellt und ein Wappenschild mit drei Muscheln. Es ist wohl das Wappen eines Mannes, der eine Pilgerfahrt gemacht hatte, und zum Dank für seine glückliche Heimkehr Jakobus als Schutzpatron der Pilger eine Statue stiftete. Über dem Eingang ist im Tympanon Christus als Weltenrichter dargestellt, flankiert von Maria und Johannes dem Täufer.
Oberhalb des Turmportals befindet sich der Altan mit der Schmerzensmanngruppe. Sie entstand im ersten Viertel des 15. Jahrhunderts. Die Gruppe besteht heute aus vier Großplastiken, die jeweils auf einer Konsole stehen und einen Baldachin besitzen. Die mittlere Christusfigur mit Nimbus zeigt einige Wunden. Die Seitenwunde mit Blutstraube soll auf das Abendmahl hinweisen. Sein Baldachin ist größer als die anderen. Zur Rechten Jesu stehen Maria im Gebetsgestus verharrend und eine Engelsfigur, zu seiner Linken sieht man den trauernden Evangelist Johannes. Als fünfte Skulptur war neben ihm vermutlich ebenfalls eine Engelsfigur geplant, davon zeugt der allein hängende Baldachin auf der rechten Seite.
Eine Konsole wurde für diese Figur nicht mehr angebracht, da offensichtlich klar geworden war, dass die weit nach rechts ausladende Figur des Johannes einem weiteren Engel zu wenig Platz übrig ließ.

### Nordturm mit Heidenportal
Der spätromanische Nordturm der Vorgängerkirche, auch Heidenturm genannt, ist durch den neueren, gotischen Bau umschlossen. Er ist insgesamt 29,50 Meter hoch und etwas zurückgesetzt. Der Nordturm besitzt vier Geschosse, die sich jeweils um etwa 20 bis 30 Zentimeter verjüngen. Dabei schließt er mit einem Oktogon zwischen vier Giebeln und Spitzhelmdach ab. Der Turm war bis zur Renovierung von 1903 mit einer oktogonalen, steinernen Kuppel gedeckt. Der Nordturm wird von einem runden Treppenturm flankiert.
Das Heidenportal, ein romanisches Mittelschiffportal mit Trumeau, ist als Stufenportal mit Doppelarkade ausgeführt. Über der Mittelsäule befindet sich ein ungedeutetes Tympanonmotiv, das einem Widderkopf ähnelt. Das Portal ist 4,47 Meter breit. Vermutlich führten mehrere Stufen zum Portal hinauf, bevor man die gotische Westfassade erbaute.

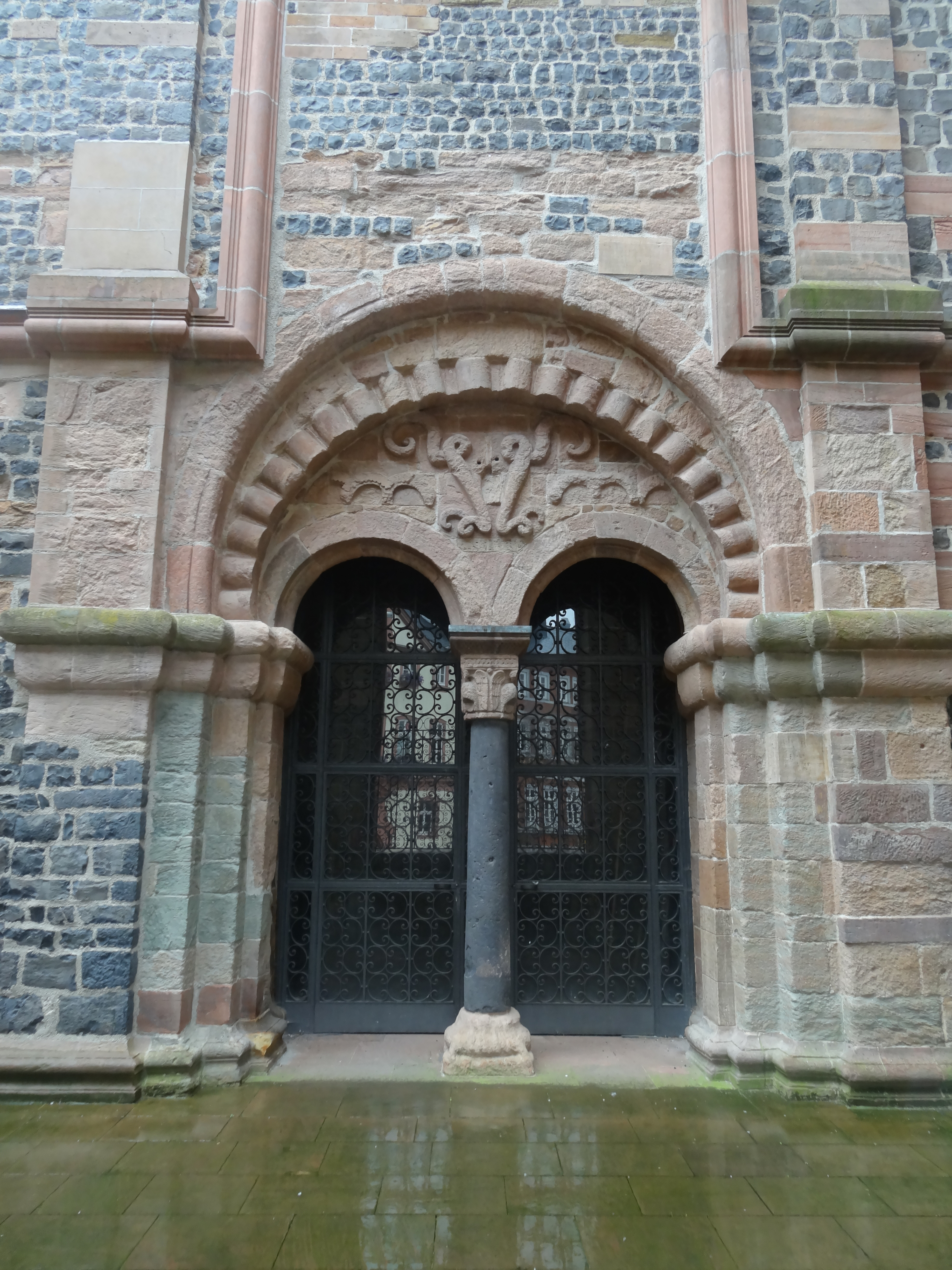
Heidenportal im Wetzlarer Dom

### Südturm
Der Hauptturm des Domes ist an seiner längsten Seite 50,68 Meter hoch. Damit ist der Dom das siebthöchste Bauwerk in der Stadt Wetzlar.

### Hauptportal

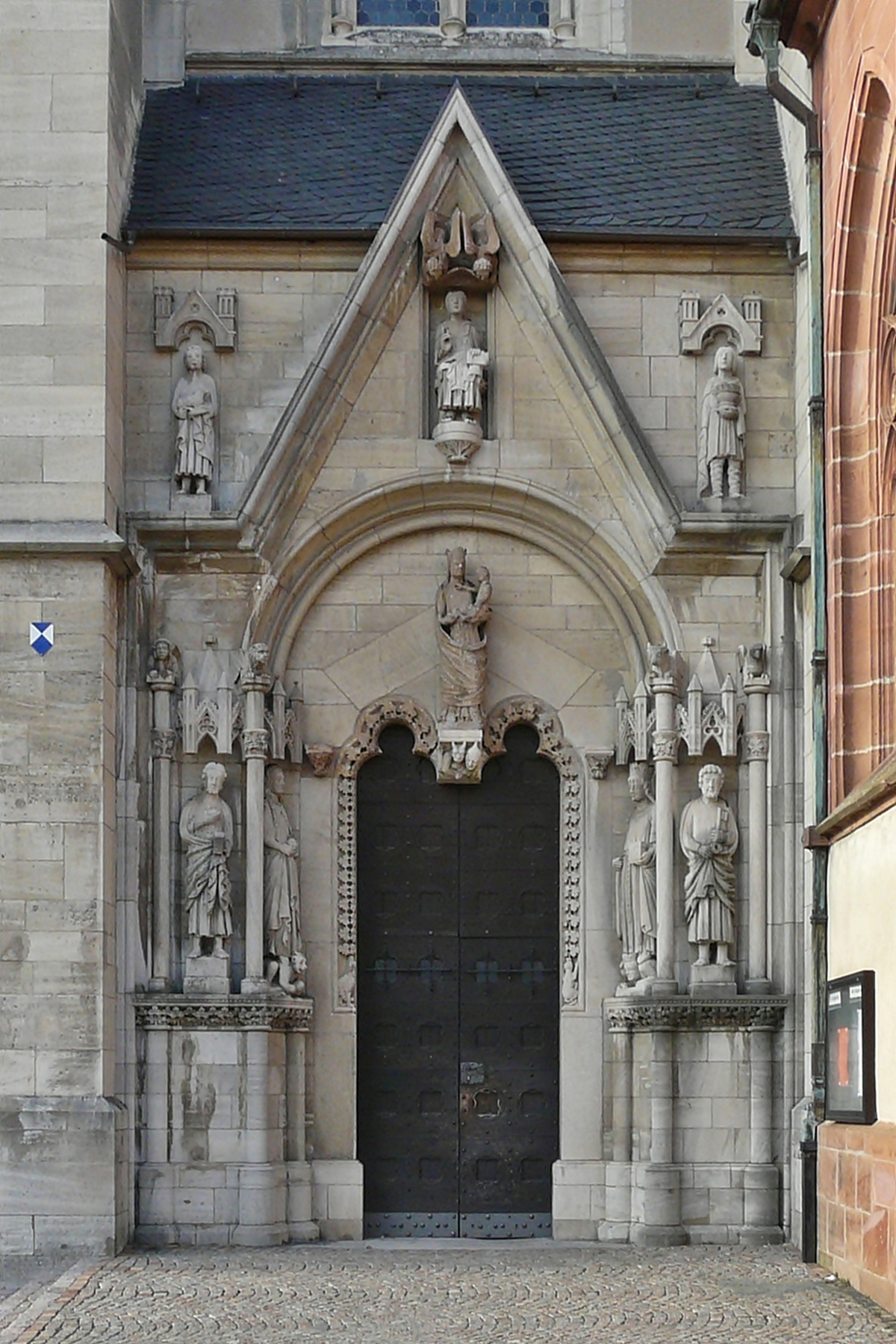
Hauptportal

In der Mitte des südlichen Seitenschiffes befindet sich das frühgotische Hauptportal. Der Eingang ist ebenerdig und mit doppeltem Kleeblattbogen, Blattfries und Skulpturenschmuck versehen. Die Bauhütte orientierte sich vermutlich am Paradiesportal des Paderborner Doms, das große Ähnlichkeiten aufweist.
Der plastische Schmuck des Portals symbolisiert den Kampf zwischen Gut und Böse. Im Giebel über der Tür erscheint Christus als Richter. Zwei Engel über ihm halten ein Spruchband mit den Worten Alpha et Omega. Außerhalb des Giebels ist zur Rechten von Christus Abel platziert, der ein Lamm als Opfergabe hält, zur Linken trägt Kain seine Gabe in Händen, einen Korb mit Früchten des Feldes, hier in Form von Getreideähren. Abel verkörpert das Gute, Kain als sein Mörder das Böse.
Die Auseinandersetzung zwischen Gut und Böse findet seine Fortsetzung zwischen Maria und dem Teufel. Im Portalbogen unterhalb von Christus steht eine Muttergottes mit Kind auf einer Konsole, die einen Menschen zeigt, der von hinten von einem Teufel umklammert wird. Vermutlich handelte es sich bei dem Menschen zunächst um eine Nonne. Auf diese Darstellungsform bezieht sich ein Spruch, der in der Umgebung von Wetzlar schon im 17. Jahrhundert geläufig war: Zu Wetzlar auf dem Dom sitzt der Teufel auf der Nonn. Erst mit der Domrenovierung von 1903 wurde aus der Nonne ein Jude, erkennbar an seinem spitzen Judenhut. Diese Entwicklung hing mit der aufkommenden Judenfeindlichkeit zusammen. 2011 wurde neben dem Portal eine erläuternde Gedenktafel angebracht.
Links neben der Tür stehen unter Baldachinen in Tabernakeln, die von Säulen gebildet werden, zwei Heilige. Es sind Jakobus der Ältere und Maria Magdalena, die der Tür zugewandt ist. Magdalena tritt einen gehörnten Teufel nieder zum Zeichen des Sieges über ihre Begierden, denen sie entsagt hat. Rechts der Tür finden wir in gleicher Anordnung die heilige Katharina von Alexandria, zur Tür blickend, und neben ihr eine Skulptur des Apostels Petrus. Katharina tritt Kaiser Maxentius mit Füßen, der sie töten ließ und über den sie innerlich triumphierte. Die vier Figuren sind Nachbildungen, die im Rahmen der Restaurierung Anfang des 19. Jahrhunderts entstanden sind. Die Originale befinden sich im Kircheninneren. Die Skulptur von Maria ist im Original zu sehen, ebenso die beiden Engel über Christus, während die Konsole und die Statue von Christus als Richter Abgüsse sind.

## Ausstattung

### Altäre und Wandmalereien

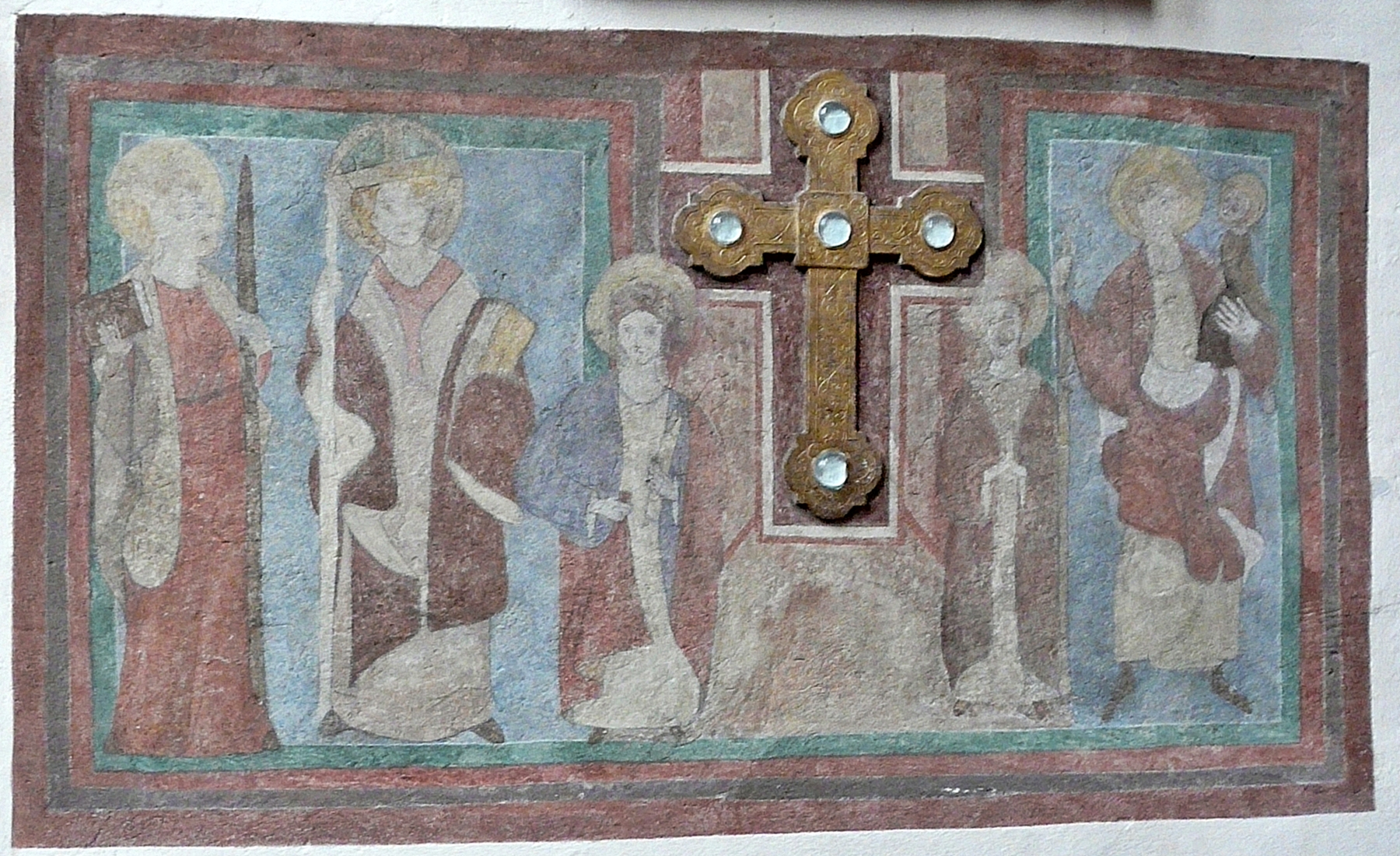
Wandmalerei im Nordquerhaus

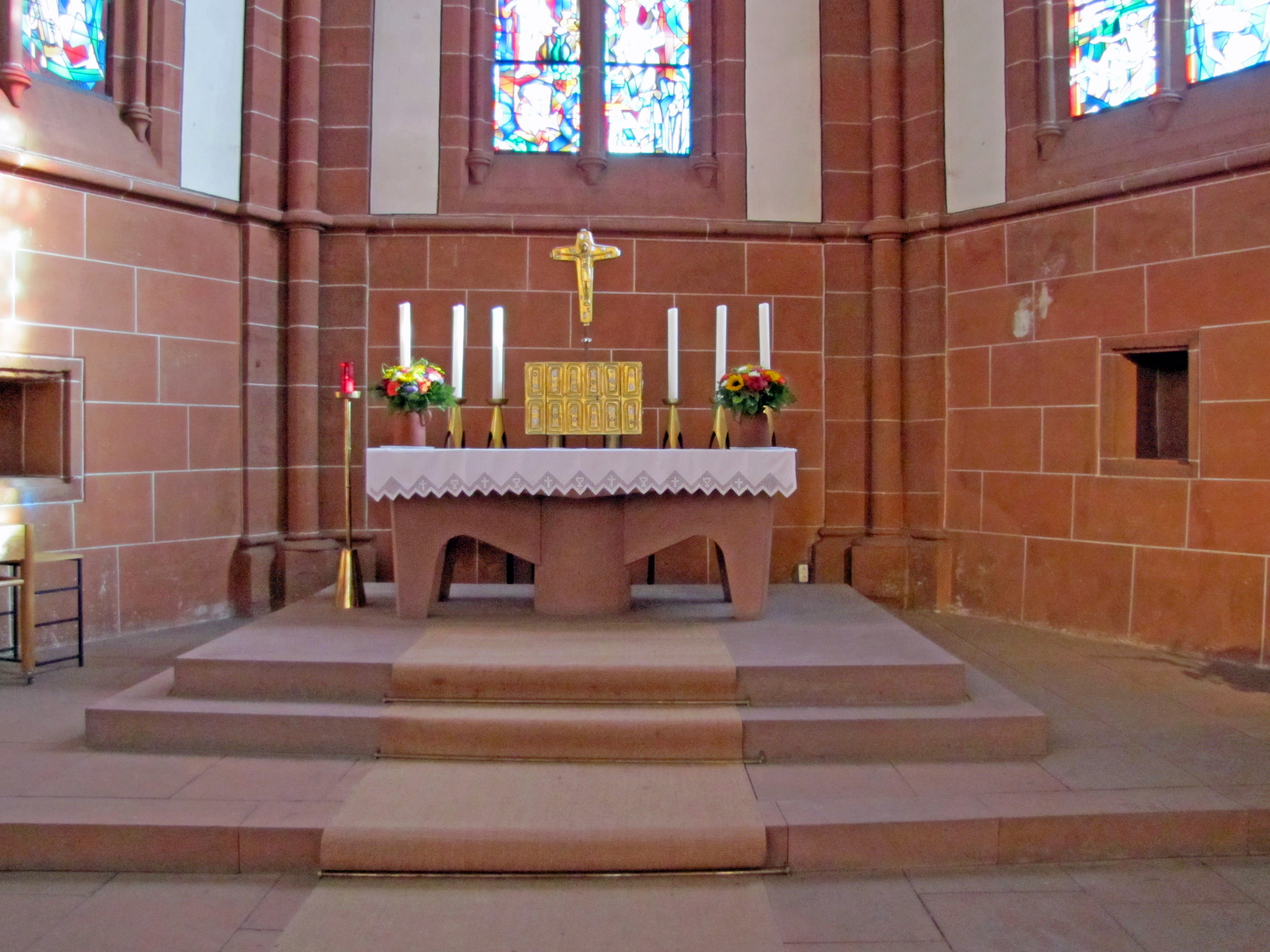
Katholischer Altar

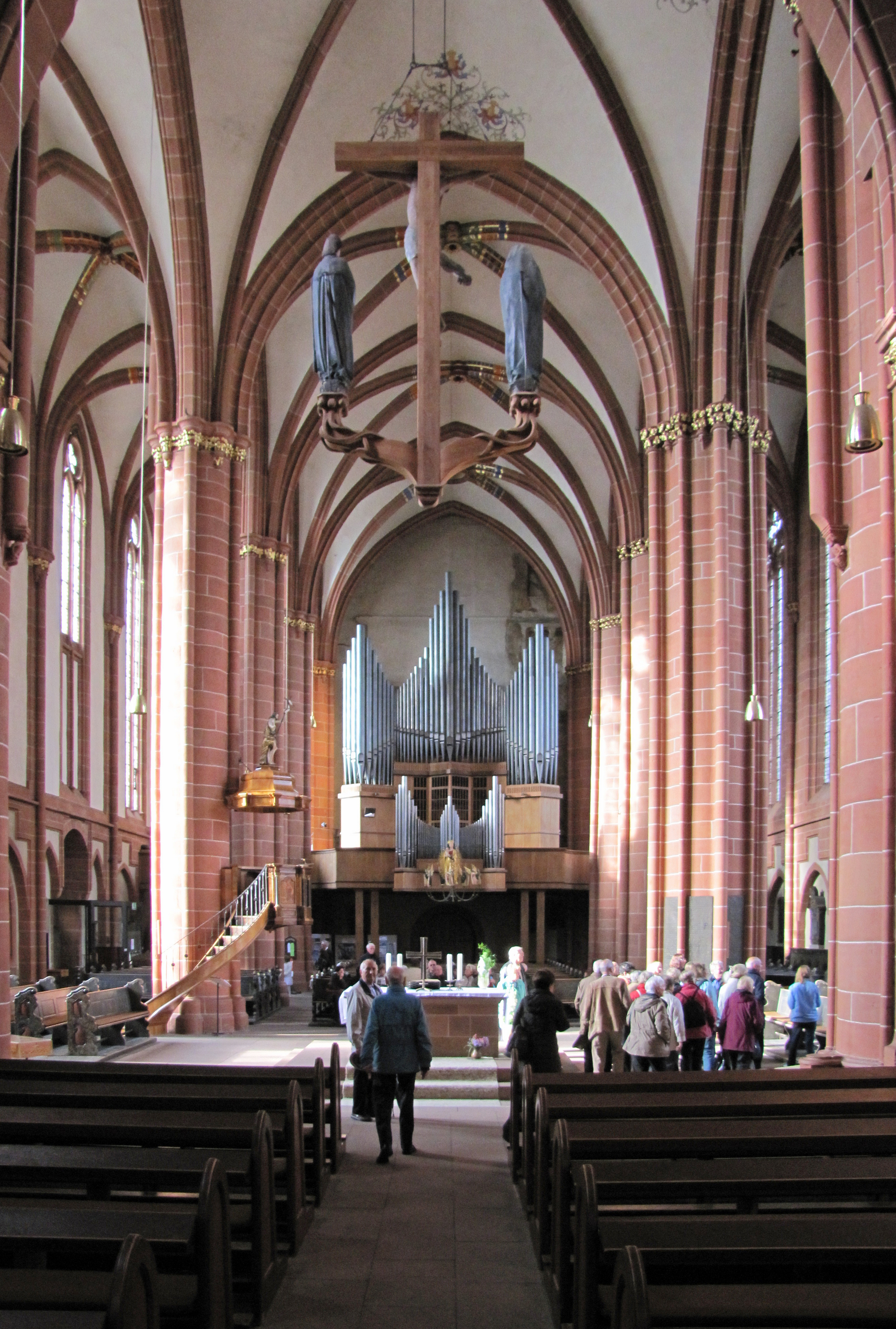
Evangelischer Altar in der Mitte des Kirchenschiffs

Als Simultankirche besitzt der Dom zwei Altäre, beide einfach und schlicht gehalten. Der katholische Altar befindet sich in der Apsis, der evangelische ist in der Vierung aufgestellt. Die Sitzbänke des Vorchors sind umklappbar, um je nach Bedarf die Ausrichtung zum katholischen oder zum evangelischen Altar zu ermöglichen.
Die Westwand des Kirchenschiffes erhielt bereits zu Beginn des 14. Jahrhunderts ein großformatiges Weltgericht als Wandgemälde. Christus richtet im Beisein von Maria und Johannes dem Täufer die Toten, die sich aus ihren Gräbern erheben. Hinter der Orgelempore sind Maria, Engel mit Posaunen sowie drei Heilige erhalten geblieben. Am Vierungsbogen war bis zur Zerstörung im Zweiten Weltkrieg eine weitere Darstellung des Jüngsten Gerichts zu sehen. Sie beruhte auf der Beschreibung der Johannesapokalypse und zeigte Christus mit Schwert und Lilie auf einem Regenbogen, flankiert von Maria und Johannes dem Täufer als Fürbittern. Während zur Rechten Christi die Seligen ins Paradies traten, gerieten die Verdammten zu seiner Linken in einen Drachenschlund. Mehrere Wandmalereien entstanden in der zweiten Hälfte des 14. Jahrhunderts im Kircheninnenraum und wurden 1987 restauriert. Ein rechteckiges Feld im Nordquerhaus zeigt ein großes Kreuz sowie fünf Heilige. Die rechte Heiligenfigur stellt Christophorus dar. Diese kleine Malerei war das aufgemalte Retabel eines ehemaligen Seitenaltars. Im Südquerhaus zeigt oberhalb des Epitaphs des Hulderich von Eyben ein Wandgemälde mehrere Szenen aus dem Leben der Maria Magdalena. An der Südwand sind die Heiligen Drei Könige auf zwei gleich großen Teilen eines Wandgemäldes dargestellt. Beide Wandmalereien gehörten vermutlich auch zu zwei Seitenaltären.

### Kanzel

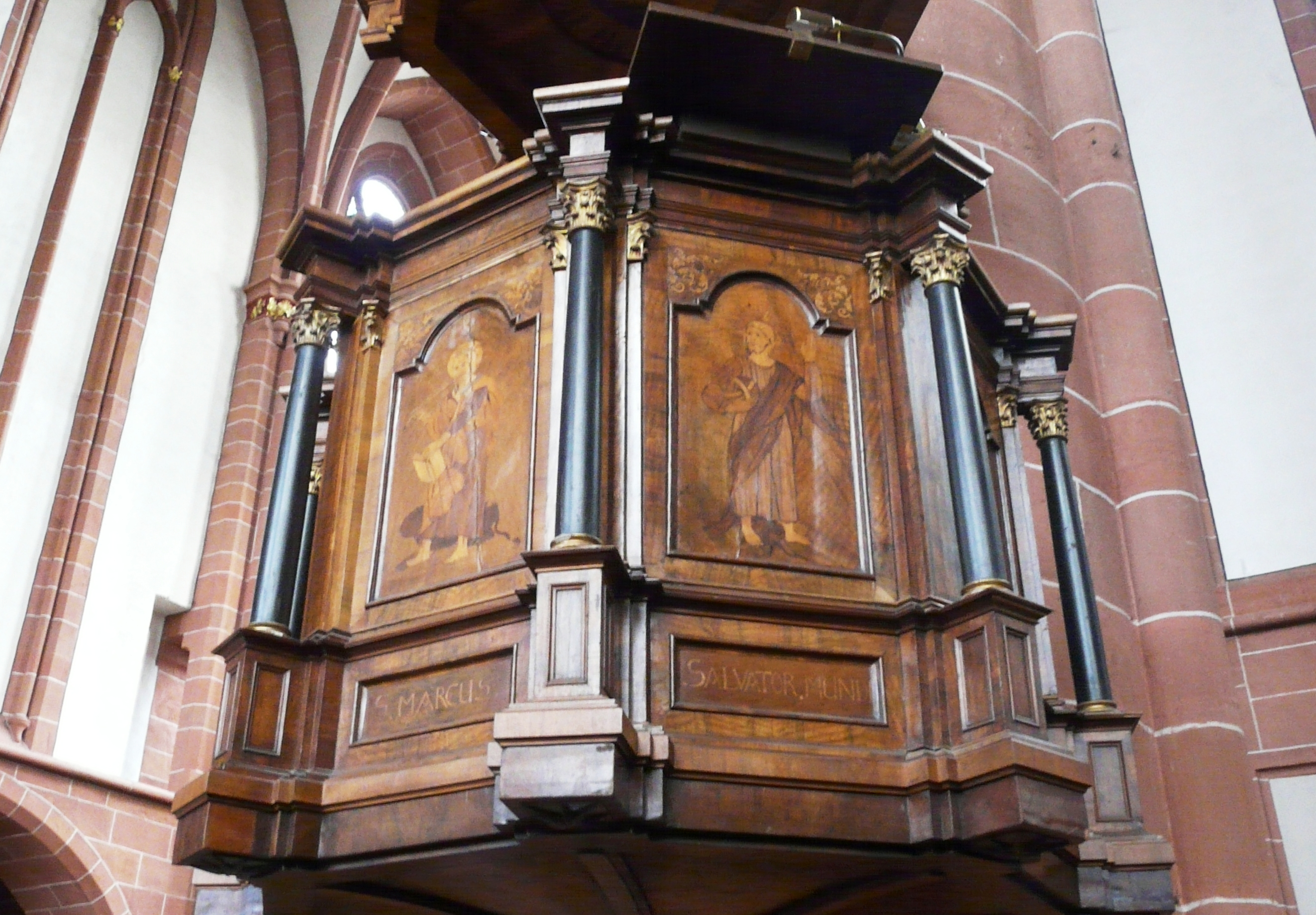
Kanzelkorb

Die Kanzel mit Schalldeckel befindet sich am südwestlichen Pfeiler der Vierung. Sie stammt aus dem Barockzeitalter und wurde vermutlich gegen Ende des 17. Jahrhunderts gebaut. Auf den Intarsien sind Christus als Salvator mundi sowie die vier Evangelisten abgebildet. Bei dem Salvator-mundi-Motiv ist bemerkenswert, dass Christus mit seiner Linken segnet, statt mit seiner Rechten, und in der Rechten die Weltkugel hält. Auf dem Schalldeckel steht eine barocke gefasste hölzerne Skulptur Johannes des Täufers mit Kreuzstab und Lamm.

### Kreuztragender Christus
Im Nordquerhaus befindet sich eine Skulptur des Kreuztragenden Christus. Sie zeigt ihn zusammen mit einer Statue Simon von Kyrene auf dem Weg nach Golgota. Die Laubholzfiguren auf einem Unterbau entstanden im ersten Drittel des 15. Jahrhunderts und sind oberrheinischer Herkunft. Die Skulptur ist 160 cm groß und erhielt eine mehrfarbige Gestalt auf Kreidegrund.
1995 konservierte der Restaurator Peter R. Pracher aus Würzburg den Kreuztragenden Christus. Die Untersuchungen ergaben zudem, dass das Gewand Jesu ursprünglich weiß war, um die Unschuld zu symbolisieren. Später wurde das Gewand zunächst mit rotbrauner Ölfarbe bemalt, ehe schließlich eine dunkelbraune Ölfarbe folgte. Bei der Konservierung wurde auf das Wiederherstellen der weißen Farbgebung verzichtet. Dennoch konnten Schäden behoben und die Holzfigur geschützt werden.
Die Originalstatue des Simon von Kyrene wurde im Zusammenhang der Renovierungsarbeiten 1983 gestohlen. 1996 erstellte der Bildhauer Karl-Heinz Müller aus Brühl eine Nachbildung anhand von Fotografien des Originals. Aufgrund eines Hinweises aus der Bevölkerung entdeckte der ev. Dompfarrer Michael Stollwerk Anfang Oktober 1997 die verschollene/gestohlene Skulptur auf dem LKW eines Antiquariats in Gießen. Die Kriminalpolizei beschlagnahmte daraufhin das Fahrzeug und übergab die leicht beschädigte Originalfigur den beiden Pfarrern der ev. und kath. Domgemeinde. Sie befindet sich heute im Wetzlarer Stadtmuseum.

### Pietà

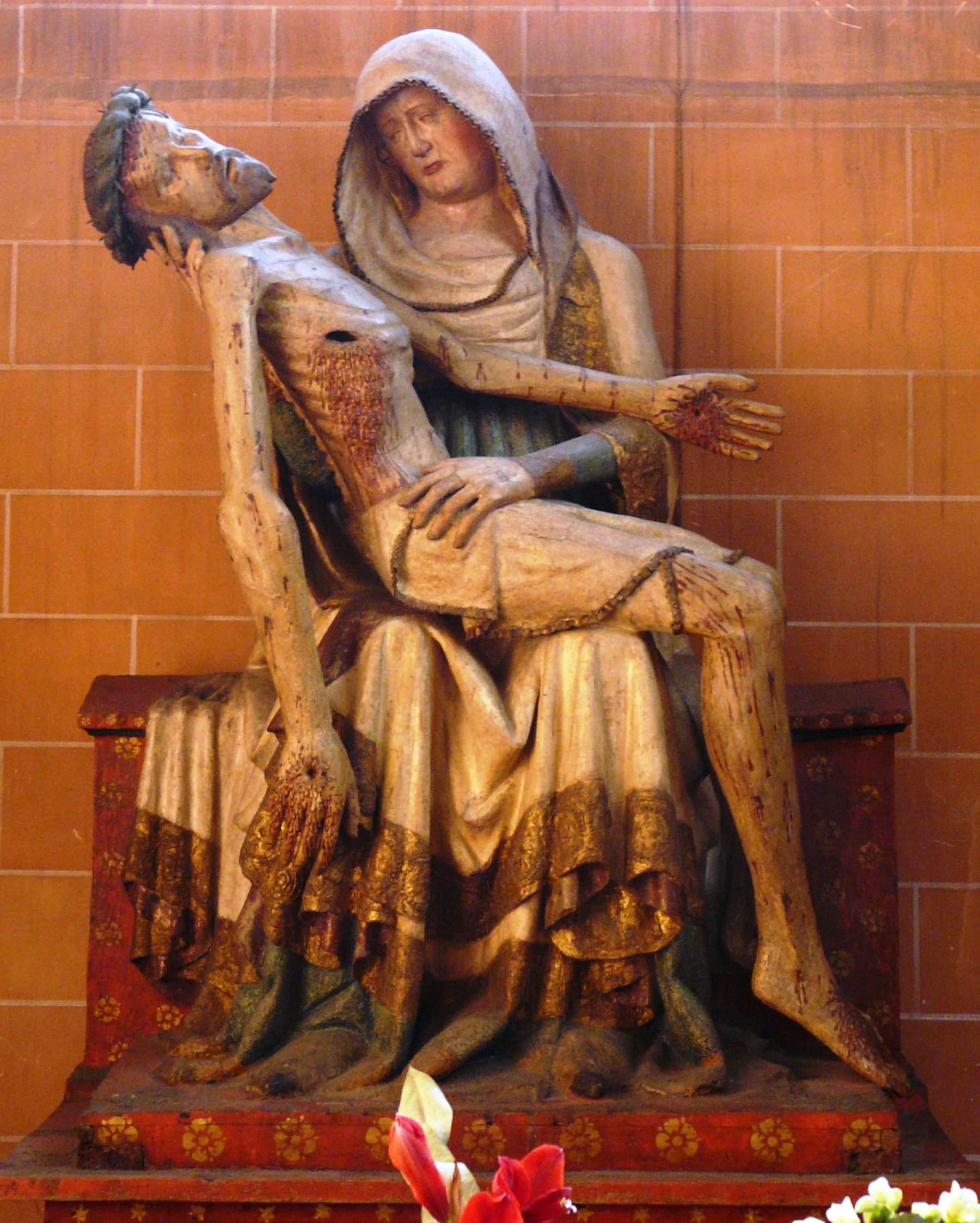
Pietà

Das bedeutendste Kunstwerk unter den erhaltenen Stücken des Doms ist eine Pietà, die aus der Zeit um 1370/1380 stammt und in der Johanniskapelle zu sehen ist. Im Laufe der Jahrhunderte war das Kunstwerk an unterschiedlichen Orten im Innenraum des Doms aufgestellt. Es zeigt den toten Leib Christi, der schräg auf dem Schoß von Maria liegt. Das Vesperbild ist vermutlich mittelrheinisch-hessischen Ursprungs.
Die sitzende Maria wird mit blauem Kleid und weißem Mantel dargestellt, der mit reichen Borten verziert ist. Ihr Kopftuch ist schleierartig über den Kopf gezogen. Aufrecht auf der lehnenlosen Steinbank sitzend, stützt sie mit der rechten Hand den toten Körper Jesu. In der Realität wäre diese Stützhaltung kaum möglich, da sie ihn nur am Kopf hält und er sie durch sein Gewicht normalerweise nach vorne ziehen würde. Obwohl sie ihn anblickt, ist Marias Gesicht stark dem Betrachter zugewandt. Diesem präsentiert sie in dieser Haltung ihren Sohn, was sich auch im Lendentuch Jesu zeigt, das nur am schmalen unteren Saum rüschenartige Falten aufweist und sonst flach am Körper anliegt.

### Mondsichelmadonna
Im Chor steht eine hölzerne, spätgotische Mondsichelmadonna. Die gekrönte, unterlebensgroße Skulptur trägt ein beiges Gewand mit Goldsaum und darüber einen blauen, weiten Mantel mit Goldsaum und goldenem Futter. Außerdem hält sie das Kind auf dem rechten Arm. Es handelt sich vermutlich nicht um die ursprüngliche Fassung der Figur.

### Marienleuchter

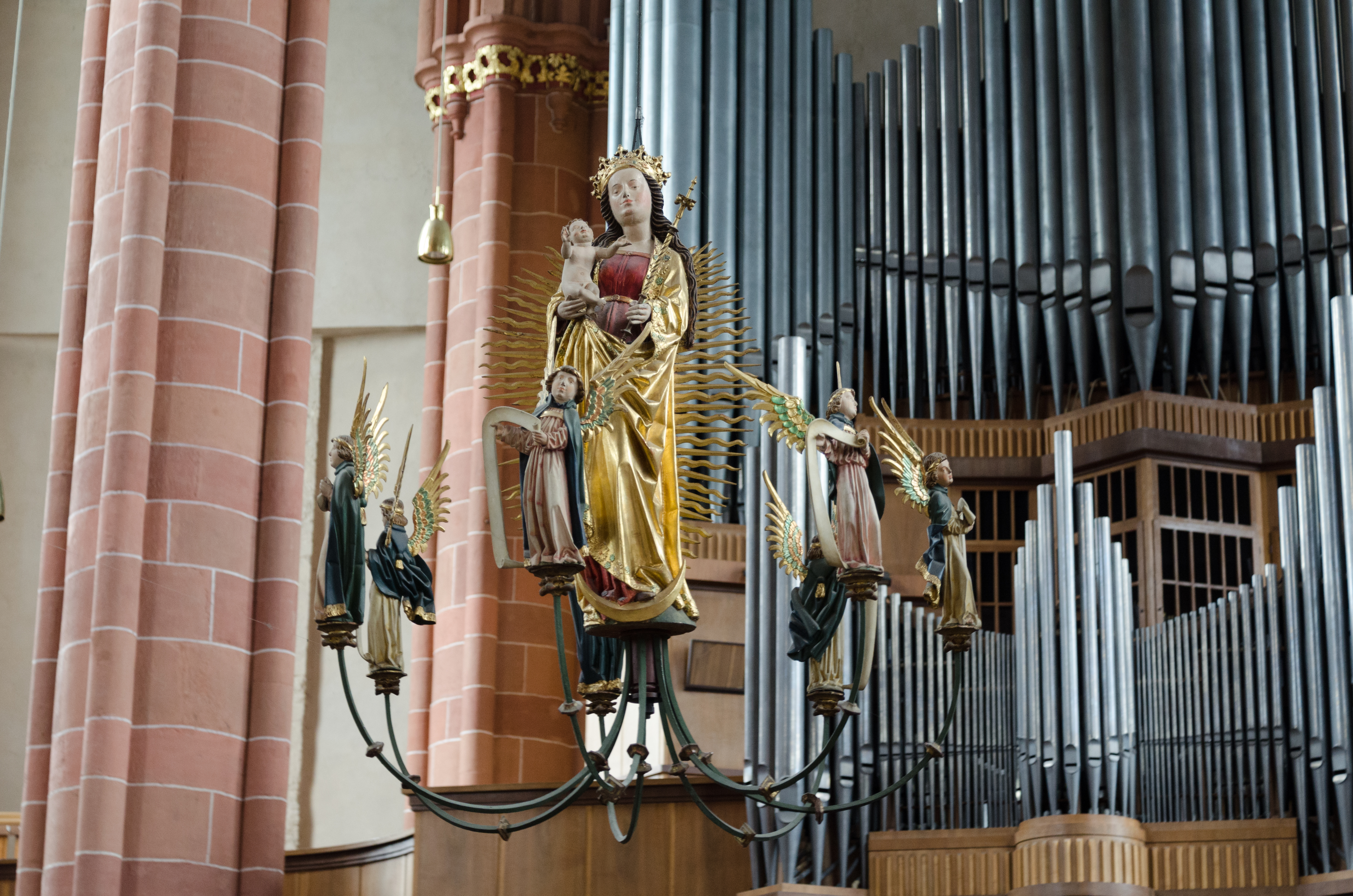
Marienleuchter

Der aus der Spätgotik stammende Leuchter befindet sich im Mittelschiff des Doms und wird auch als Zunftleuchter bezeichnet. Hauptbestandteil ist eine etwa einen Meter hohe geschnitzte Mondsichelmadonna. Die bekrönte Figur trägt auf der rechten Hand ein nacktes Jesuskind, in der linken hält sie ein Zepter. Sieben kleinere Engelsfiguren mit Spruchbändern in den Händen umgeben die Statue. Sie sind durch gebogene Eisenstäbe am Sockel und an Marias Füßen befestigt.
Das Kind blickt an Maria vorbei nach oben, hat beide Arme einladend ausgebreitet und die rechte Hand im Segensgestus erhoben. Im offenen Haar trägt Maria eine goldene Lilienkrone und ist mit einem roten Untergewand sowie goldenem, rosengesäumtem Mantel bekleidet. Die Figur wird nach hinten durch einen Strahlenkranz abgeschlossen. Der heutige Zustand des Leuchters weicht stark von der ursprünglichen Form ab. Auch Fotografien vor der Bombardierung des Doms im März 1945 zeigen nicht, wie er als Leuchter gedient haben soll, da keine Befestigungsmöglichkeiten für Kerzen oder andere Lichtquellen vorhanden ist.

### Epitaphien

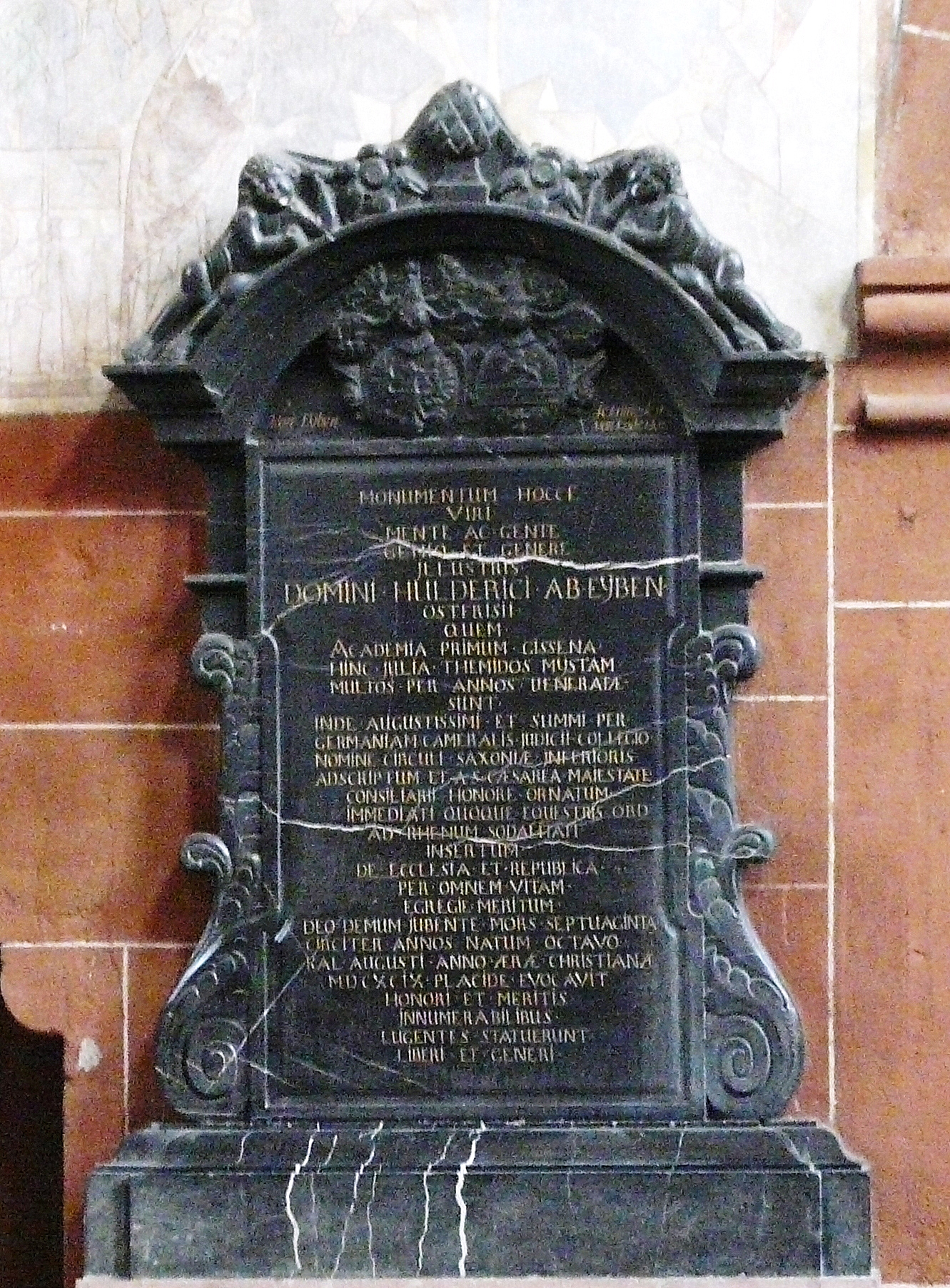
Epitaph des Hulderich von Eyben

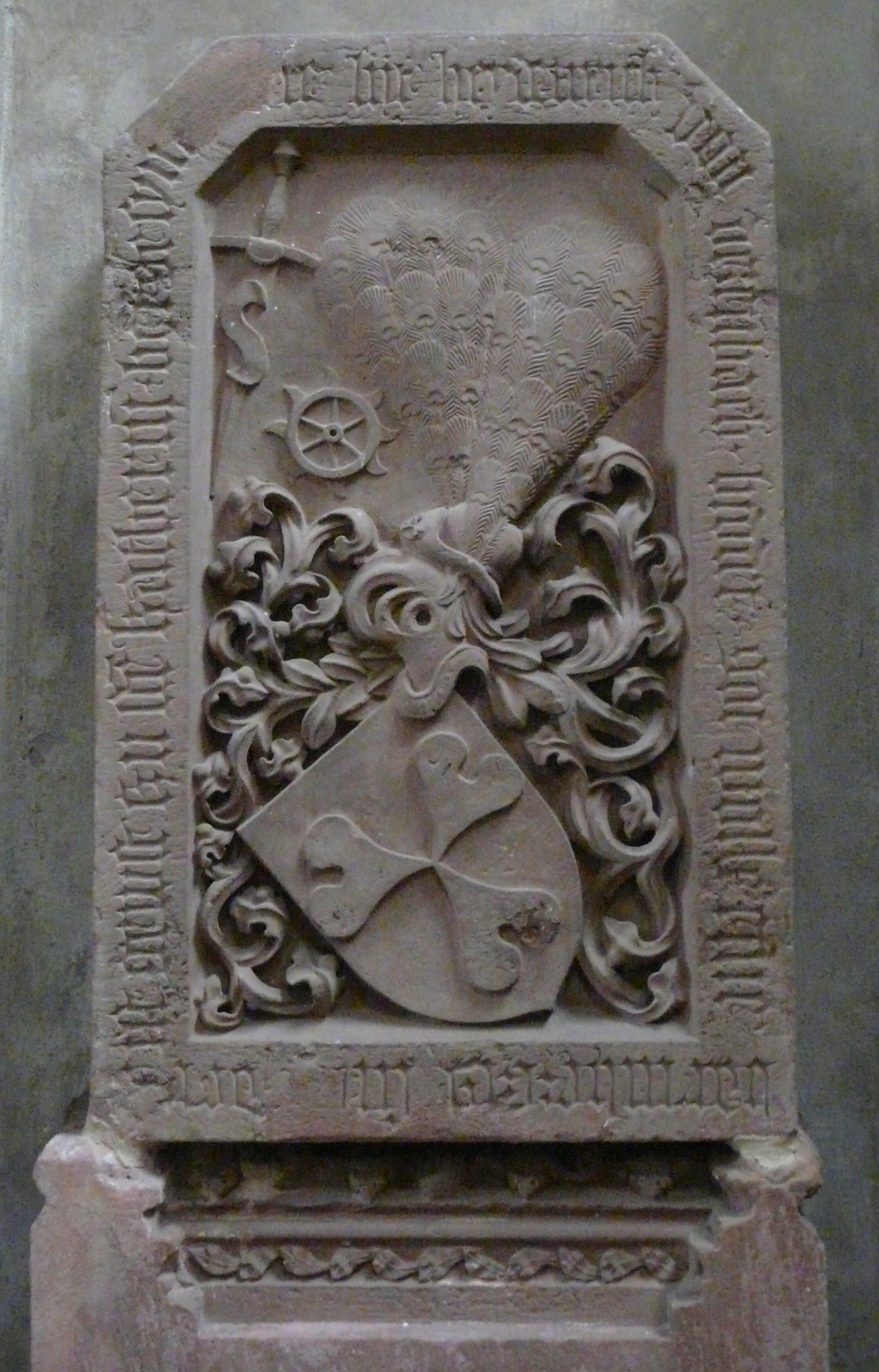
Epitaph des Heydenreich von Dernbach

Im Dom haben sich insgesamt 52 Epitaphien und Grabsteine erhalten. Sie erinnern an die in der Kirche bestatteten Personen, befinden sich aber größtenteils heute nicht mehr an den jeweiligen Begräbnisplätzen. Die Epitaphien sind auf Apsis, Nikolauskapelle, Querhaus, Kirchenschiff und den Südturm verteilt und stehen aufrecht an den Wänden oder sind in diese eingelassen.
Die Epitaphien sind aus unterschiedlichen Materialien gefertigt. 21 Stück bestehen aus Rotsandstein, 28 Steine wurden aus Lahnmarmor gefertigt und je ein Epitaph wurde aus Holz, Lavastein sowie Schalstein hergestellt. Dabei entstammen die Sandstein-Epitaphien dem Spätmittelalter und der Renaissance, während der Lahnmarmor in der Zeit des Reichskammergerichts verwendet wurde.
Die mittelalterlichen Steine waren ursprünglich Bodengrabplatten und haben deshalb nur ein gering ausgeprägtes Relief. Ältestes Epitaph ist der Grabstein des Wetzlarer Schöffen Richolf Reige aus dem Jahre 1362. Es wurde im Zuge der Domrenovierung 1906 im Fußboden entdeckt und anschließend an die Wand des nördlichen Seitenschiffes versetzt.
Ursprünglich besaßen alle Epitaphien im Dom Inschriften. Diese sind heute teils verwittert, wie das Epitaph einer unbekannten Frau, die 1599 verstorben war, im Untergeschoss des Südturms. Hauptsächlich haben sich Epitaphien mit lateinischer Inschrift erhalten. Nur drei Steine sind in deutscher Sprache gehalten.
Auf den Epitaphien wurden unterschiedliche Darstellungsformen gewählt. Sechs Epitaphien zeigen lebensgroße Darstellungen der Verstorbenen. Beispielhaft ist hier der Grabstein des Ritters Anselm genannt Hun. Er befindet sich an der Nordwand der Apsis und zeigt einen Ritter mit Kittel und Schwert. Zwei Epitaphien haben biblische Motive. Auf dem Epitaph des Ehepaares Pussel wird die Ankündigung der Geburt Christi dargestellt. Ein weiteres zeigt die Anbetung des gekreuzigten Christus. Die meisten Epitaphien weisen allerdings keine besonderen Darstellungen der Verstorbenen auf, sondern sind mit den jeweiligen Familienwappen versehen oder verwenden Symbole. Auf dem Epitaph von Johann Christoph von Schmitz ist beispielsweise ein Totenschädel als Symbol der Vergänglichkeit zu sehen.
Bei den Verstorbenen handelt es sich hauptsächlich um Mitglieder des Reichskammergerichts, wie Hulderich von Eyben, Erich Mauritius und Valentin Ferdinand Gudenus. Außerdem existieren Epitaphien für Dekane und Kanoniker des Marienstifts sowie Adlige des Lahngaus. Nebenbei sind auch drei Epitaphien Wetzlarer Bürgern gewidmet.

## Orgel

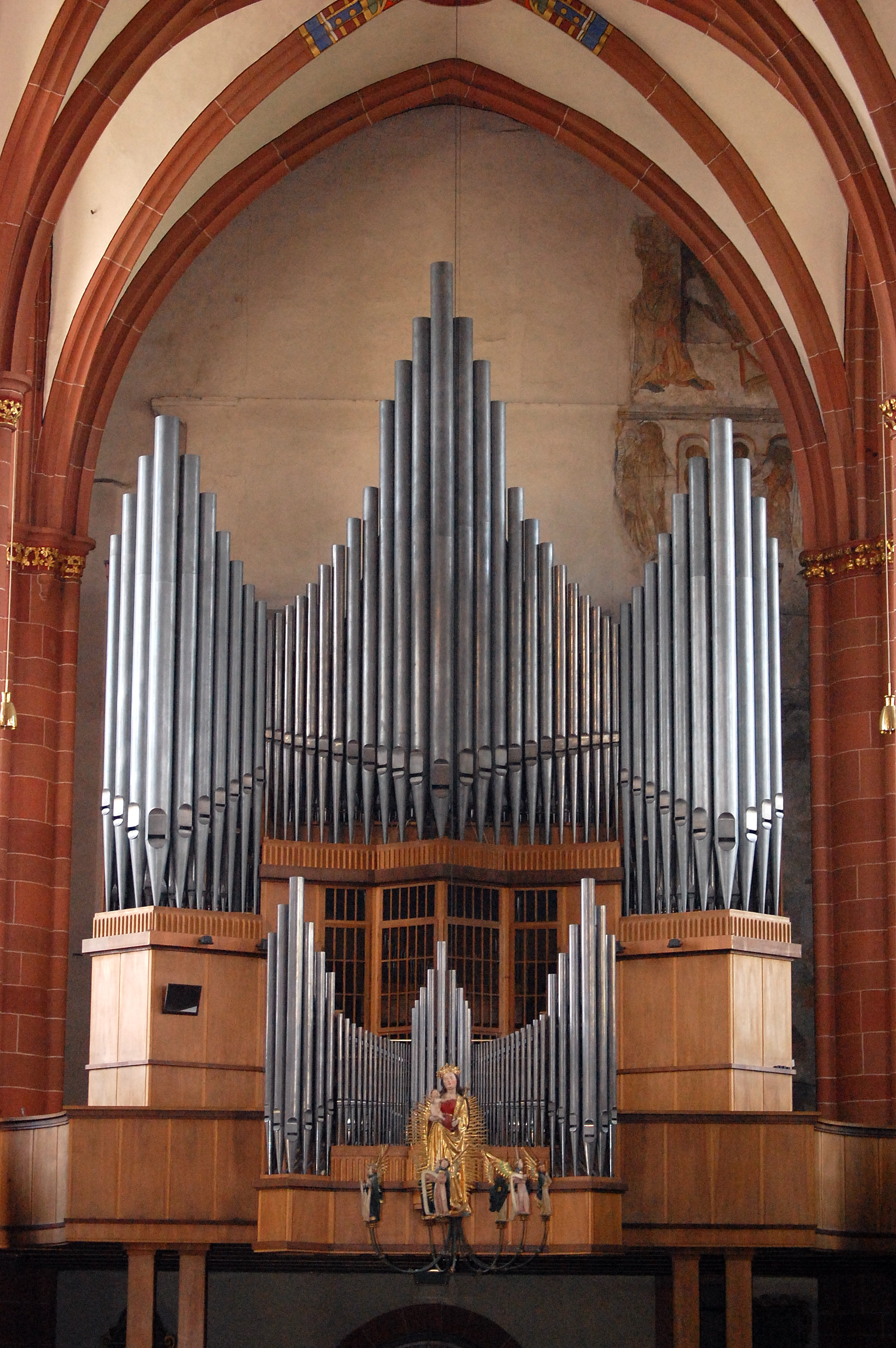
Wetzlarer Domorgel

Eine Orgel im Wetzlarer Dom wird erstmals urkundlich 1279 erwähnt. Sie befand sich im südlichen Querhaus und wurde 1474 erneuert. 1510 kam eine Orgel an der Westfassade des Langhauses hinzu. Diese stiftete das Geschlecht derer von Bicken. Die mit der Reformation entstandene evangelische Gemeinde nutzte die Orgel im Querhaus, die katholische Gemeinde die sogenannte „Bicken-Orgel“. 1648 ließ man letztere in das südliche Querhaus versetzen, um an der Westfassade eine neue Orgel zu erbauen. Diese war 1655 fertiggestellt und kostete mit Orgelempore rund 1000 Gulden. 1686 setzte man die Bicken-Orgel auf den Lettner. Ein Scholaster stiftete 1758 eine neue Orgel auf dem Lettner. Die Orgel an der Westwand wurde 1785 durch ein größeres Instrument von den Gebrüdern Stumm aus Rhaunensulzbach ersetzt.
Die heutige Orgel auf der Westempore des Langhauses wird sowohl durch die evangelische, als auch durch die katholische Gemeinde genutzt. Sie wurde durch die Wetzlarer Industriellenfamilie Leitz in den 1950er-Jahren gestiftet, nachdem die die Vorgängerinstrumente im Zweiten Weltkrieg zerstört worden waren. Den Bauauftrag für die neue Domorgel erhielt 1953 der Hamburger Rudolf von Beckerath. Zusammen mit dem Frankfurter Organisten Helmut Walcha plante man eine Disposition mit 49 klingenden Stimmen (3394 Pfeifen) im Stil des Norddeutschen Barocks. Die Register sind auf drei Manuale und das Pedal verteilt. Die Spieltraktur ist mechanisch, die Registertraktur pneumatisch. Über vier pneumatische freie Kombinationen können vor dem Spiel festgelegte Registrierungen während des Spiels abgerufen werden. Anfang 1955 wurde das Instrument installiert und am 14. Mai 1955 durch Walcha eingeweiht. Auch Albert Schweitzer bespielte die Domorgel mehrmals.
| I Hauptwerk C–g3 |        |
| Prinzipal        | 16′    |
| Oktave Prinzipal | 08′    |
| Spielflöte       | 08′    |
| Oktave           | 04′    |
| Nachthorn        | 04′    |
| Nasat            | 02 ⁄3′ |
| Oktave           | 02′    |
| Flachflöte       | 02′    |
| Mixtur VI–V      |        |
| Zimbel III       |        |
| Trompete         | 16'    |
| Trompete         | 08'    |

| II Rückpositiv C–g3 |         |
| Prinzipal           | 08′     |
| Rohrflöte           | 08′     |
| Quintadena          | 08′     |
| Oktave              | 04′     |
| Blockflöte          | 04′     |
| Quinte              | 02 ⁄3′  |
| Oktave              | 02'     |
| Terz                | 01 3⁄5′ |
| Quinte              | 01 ⁄3′  |
| Scharff IV–VI       |         |
| Dulzian             | 16'     |
| Trichterregal       | 08′     |

| III Brustwerk C–g3 |    |
| Holzgedeckt        | 8′ |
| Holzprinzipal      | 4′ |
| Rohrflöte          | 4′ |
| Waldflöte          | 2′ |
| Sifflöte           | 1′ |
| Terzian II         |    |
| Scharff III–IV     |    |
| Krummhorn          | 8′ |
| Schalmei           | 4′ |

| Pedal C–g1       |         |
| Prinzipal        | 16′     |
| Subbass          | 16′     |
| Quintbass        | 10 2⁄3′ |
| Oktave           | 08′     |
| Gedeckt          | 08′     |
| Oktave           | 04′     |
| Rohrflöte        | 04′     |
| Nachthorn        | 02′     |
| Rauschpfeife III |         |
| Mixtur VI        |         |
| Posaune          | 32′     |
| Posaune          | 16′     |
| Dulzian          | 16′     |
| Trompete         | 08′     |
| Trompete         | 04′     |
| Cornet           | 02′     |

- Koppeln: III/I, II/I, II/P.
- Spielhilfen: 4 freie Generalkombinationen, 3 freie Kombinationen für Pedal, 3 freie Kombinationen für Hauptwerk, 3 freie Kombinationen für Rückpositiv, 3 freie Kombinationen für Brustwerk

- 49 Register, 3394 Pfeifen.
- Körperlänge der größten Pfeife: ca. 7 m.
- Körperlänge der kleinsten Pfeife: 10 mm.
- Gehäuse/Prospekt:
  - Material: Eichenholz und Orgelmetall.
  - Höhe: ca. 10 m.
  - Tiefe: ca. 4 m und Rückpositiv ca. 1,5 m.
- Windversorgung:
  - Winddruck: ca. 66–68 mmWS.
  - Gebläse: Elektrische Windmaschine.
  - Blasbälge: Magazinbalg und Bälge je Werk.
- Spieltisch(e):
  - Freistehend.
  - Pedal: Parallel, nach außen etwas ansteigend.
- Traktur:
  - Tontraktur: Mechanisch.
  - Registertraktur: Pneumatisch.
  - Koppeln: Barkermaschine.
- Stimmung:
  - Höhe a1= Hz: 440 Hz bei 14 °C.
  - Stimmung: gleichstufig.

## Glocken
Der Wetzlarer Dom verfügt über ein siebenstimmiges Geläut. Die Glocken unterliegen der Läuteordnung beider Kirchengemeinden und werden nach deren Vorgaben an bestimmten Tagen mit unterschiedlichen Zusammenstellungen geläutet. Vier Glocken befinden sich im Südturm und bilden das Hauptgeläut in einem ausgefüllten Dur-Dreiklang. Die drei weiteren Glocken sind im Dachreiter oberhalb der Vierung untergebracht und bilden einen Dur-Sextakkord. Sie fügen sich somit zu einem „Doppelchor“.
Das Hauptgeläut besteht aus Dammerich, Vaterunserglocke, Elfuhrglocke und Neunuhrglocke. Es ruht auf einem stählernen Glockenstuhl. Die Joche sind ebenfalls aus Stahl gefertigt. Die Basisglocke bildet der durch die Firma Buderus gegossene Dammerich, der als einzige Glocke aus Gussstahl hergestellt wurde. Die Herkunft des Namens Dammerich ist ungeklärt. Er stammt bereits von der Vorgängerglocke aus dem Jahre 1568, die mit folgendem Spruch versehen war: Proditur his signis latro, fur, mors, hostis et ignis (Durch diese Signale wird öffentlich gemacht Räuber, Dieb, Tod, Feind und Feuer). Diese Glocke sprang 1775 und wurde 1782 neu gegossen. Nachdem man sie 1845 ein zweites Mal gegossen hatte, wurde die Glocke im Jahre 1917 für Kriegszwecke enteignet. 1920 entstand der heutige Dammerich. Die Läutemaschine stammt von den Herforder Elektromotoren-Werken (HEW). Die übrigen drei Glocken des Hauptgeläuts bestehen aus Glockenbronze. Gießer der Vaterunserglocke war Dilman Schmid aus Aßlar. Die Elfuhrglocke wurde von Guido Mongiot aus Levecourt gegossen und die Neunuhrglocke ist unbezeichnet.
Das Dachreitergeläut, bestehend aus Prima, Ökumeneglocke und Secunda, ist in einem dreigefachten hölzernen Bockstuhl aufgehängt. Alle drei Glocken sind aus Glockenbronze gefertigt. Der Gießer von Prima und Secunda ist unbezeichnet. Die Ökumeneglocke wurde erst 1998 gegossen. Sie entstand durch die Glocken- und Kunstgießerei Rincker in Sinn. Ihre Vorgängerin wurde ohne genauere Beschreibungen als Dechantenglocke erwähnt.
Als achte Glocke befindet sich in der Laterne des Südturms die Uhrschlagglocke. Sie wurde im Jahre 1615 aus Glockenbronze von Hans Bader aus Frankfurt am Main in Kröffelbach gegossen.
Über dem Dach des Chors befand sich bis 1779 eine kleine Glocke aus Glockenbronze, die wegen ihres hellen Klanges „silberne Glocke“ genannt wurde. Man läutete sie nur beim Tod eines Stiftsherrn. Nach ihrem Diebstahl 1779 wurde sie zwar wieder zurückgegeben, aber nicht mehr aufgehängt.
| Nr. | Name                            | Gussjahr | Gewicht (kg, ca.) | Durchmesser (mm, ca.) | Schlagring (mm) | Schlagton (HT-1/16) | Inschrift |
| --- | ------------------------------- | -------- | ----------------- | --------------------- | --------------- | ------------------- | --- |
| 1   | Dammerich                       | 1920     | 1.700             | 1.640                 | 91              | d1 −12              | Als Ersatz für die im Kriegsjahr 1917 dem Vaterland geopferte Glocke gossen und schenkten mich die Buderus'schen Eisenwerke 1920 / Ehre sei Gott in der Höhe |
| 2   | Vaterunserglocke                | 1686     | 1.400             | 1.275                 | 110             | fis1 −7             | Die Schlafende weck ich – Die Toten bewein ich – Des Gerichtes erinne ich – In Gottes Namen floss ich – Dilmann Schmid von Asslar gos mich 1686 / Omnia cum deo et nihil sine eo mille et sexcentis octoginta … Et ex elapsis annis post partum virginis campana tonantis / Zu der Kirch tu ich aufmahnen die Wetzlarer Unterthanen                                                                     |
| 3   | Elfuhrglocke                    | 1660     | 650               | 1.002                 | 73/71           | g1 −3               | Anno domini MDCLX. Schurgius et molitor eum repararer erant. / Haecce in cultum summi fusa acceptarima me Guido Monginot artis ac noviter dexteritate suae ad sacra voco. / Aediles templi diderieus staussius atque nime undecimas dili horas alstivo tempore significo. |
| 4   | Neunuhrglocke                   | um 1500  | 550               | 960                   | 66              | a1 −11              | * Lucas ** Marcus ** Matheus ** Iohannes * |
| 5   | Prima                           | 1334     | 350               | 852                   | 59/49           | h1 −5               | O . Rex . Glorie . XpE . Veni . Cum . Pace . M . CCC . XXXIIII |
| 6   | Ökumeneglocke (Wandlungsglocke) | 1998     | 264               | 728                   | 55              | d2 +2               | Ökumeneglocke 1998 Ut omnes unum sint / Gestiftet von „Globus“ Wetzlar-Dutenhofen |
| 7   | Secunda                         | um 1200  | 149               | 567/570               | 45              | g2 +1               | [ohne Inschrift] |
|     | Uhrschlagglocke                 | 1615     | 400               | 970                   | —               | —                   | Hans Bader zu Frankfurt gos mich – Aus dem Fier flos ich – Im Namen Jesu Christi / Johannes Mappus Deis Burg Beit Herren Bürgermeister. Anno Domini 1615. / Zu Kreftelbach man mich gos – Daselbst ich aus dem Feuer flos – Als mir Meister gezeiget schon so meinen feinen Ton – Wetzlar, der werten Stadt – Auch einem ehrbaren weisen Rat – Die Uhr anmelden führwahr – Dises und noch manches Jahr. |

## Domschatz
Neben einem Kruzifix aus einer hölzernen Reliquienbüste des heiligen Stephanus aus dem 15. Jahrhundert sowie einer weiblichen Reliquienbüste des 16. Jahrhunderts existiert auch ein Reliquienbuch, das um 1500 gefertigt wurde. Der ehemalige Domschatz umfasst auch drei Monstranzen, darunter eine Barockmonstranz von 1690 in vergoldetem Silber. Sieben Messkelche, davon ein Kelch aus dem Rokoko mit Patene (1746), sowie ein kleiner Reisekelch und ein neugotischer Kelch mit Löffel sind erhalten. Zum Schatz gehören auch drei Ziborien, eine Custodia und zwei Weihrauchfässer mit Schiffchen. Weiterhin haben sich einige Aufbewahrungsgefäße aus unterschiedlichen Epochen erhalten. Eines der wertvollsten Stücke ist ein Vortragekreuz aus dem frühen 12. Jahrhundert. Der Kreuzbalken bestand ursprünglich aus einem madagassischen Quarz-Monolithen und wurde 2006 durch Holz ersetzt. Der Korpus ist 13 cm groß und aus feuervergoldetem Bronzeguss gefertigt. Der Domschatz befindet sich heute zum Teil im Wetzlarer Stadtmuseum. Oft werden Teile aber auch in feierlichen katholischen Gottesdiensten zum Einsatz gebracht.

## Heutige Nutzung
Der Wetzlarer Dom wird heute noch simultan genutzt. Der Kirchenraum und alle Seitenkapellen werden gleichmäßig von beiden Gemeinden genutzt. Diese veranstalten auch ökumenische Gottesdienste in der ehemaligen Stiftskirche. Am Pfingstmontag findet seit 1995 jedes Jahr ein gemeinsamer Fürbitt- und Segnungsgottesdienst statt. Hinzu kommt eine ökumenische Faschingsmatinee. Bis 2006 fand auch alljährlich am 1. Advent eine gemeinsame Lichtvesper statt, die seither nur noch von katholischer Seite ausgerichtet wird. Der Dom bietet über 1000 Menschen Platz und wird auch für Konzerte genutzt. Vor allem Orgelkonzerte und Weihnachtsoratorien werden veranstaltet. Zeitweilig wird auch ein Teil der Wetzlarer Festspiele im Dom aufgeführt.
Evangelischer Pfarrer am Dom ist Björn Heymer, katholischer Dompfarrer ist Bezirksdekan Peter Hofacker.

## Domplatz, Kirchhof und Michaelskapelle

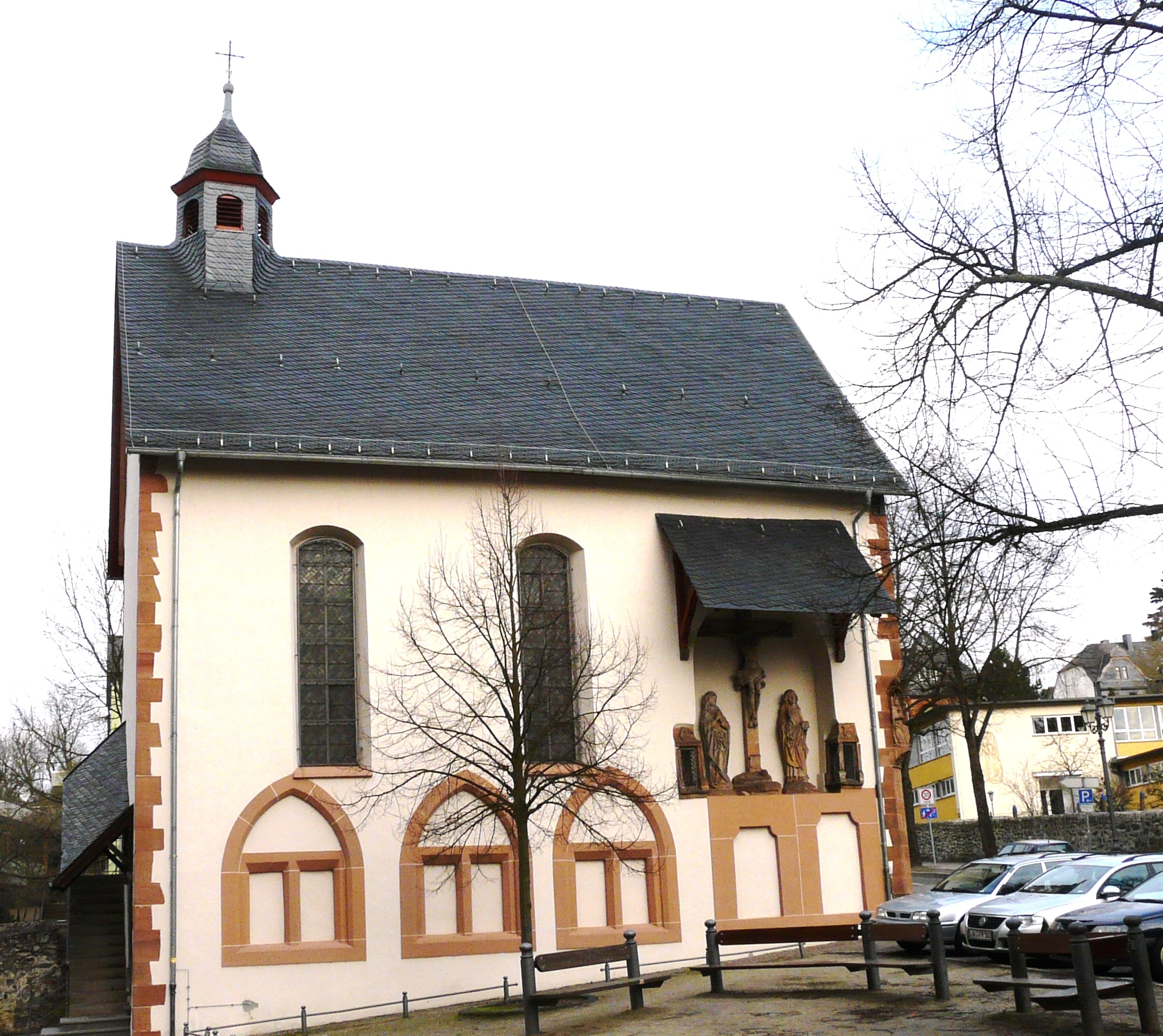
Michaelskapelle

Der Domplatz ist die größte Freifläche innerhalb der Altstadt. Er war Kristallisationspunkt der Wetzlarer Bürger und ist bis heute Marktplatz von Wetzlar. Der Platz erhielt dadurch auch seinen Beinamen Buttermarkt. Bis 1757 war der Kirchhof südlich des Doms als Begräbnisstätte verwendet worden. Erst mit der Auflösung dieses Bereiches als Friedhofsgelände entstand der Domplatz in seiner heutigen Gestalt. An der Nordseite des Wetzlarer Doms befindet sich der „kleine Kirchhof“. Zu ihm führt die „Domtreppe“ von der Hauser Gasse hinauf. Die Stiftsgebäude an der Nordseite sind nicht stehen geblieben, jedoch hat sich die Stiftsdechanei östlich des Doms erhalten.
Die Michaelskapelle befindet sich südöstlich des Domchores auf dem ehemaligen Friedhofsgelände und ist eine Doppelkapelle. Das Untergeschoss diente als Beinhaus, das Obergeschoss war dem heiligen Laurentius von Rom geweiht. Die Kapelle wurde erstmals 1292 als „Ossarium“ urkundlich erwähnt und war vermutlich um 1250 erbaut worden. Im Untergeschoss befand sich der namensgebende Michaelsaltar, im Obergeschoss wurden die Rechtsgeschäfte des Domkapitels abgewickelt. Zuweilen hielten die Stiftsherren auch dort ihre Sitzungen. Im Jahre 1758 fand die letzte Beisetzung im Beinhaus statt. Die Decke zwischen den Geschossen ließ man 1854 abtragen. Es folgte eine Renovierung im Jahre 1900. Die Glocke der Kapelle erklingt immer zu katholischen Gottesdiensten.